# Amish
Pour l’article ayant un titre homophone, voir Hamiche.
Ne doit pas être confondu avec Quaker, Mennonisme ou Huttérisme.

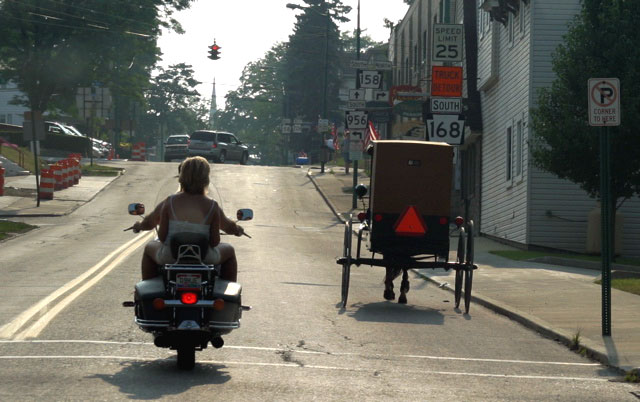
Attelage traditionnel à côté d'une moto moderne à New Wilmington, en Pennsylvanie (États-Unis)

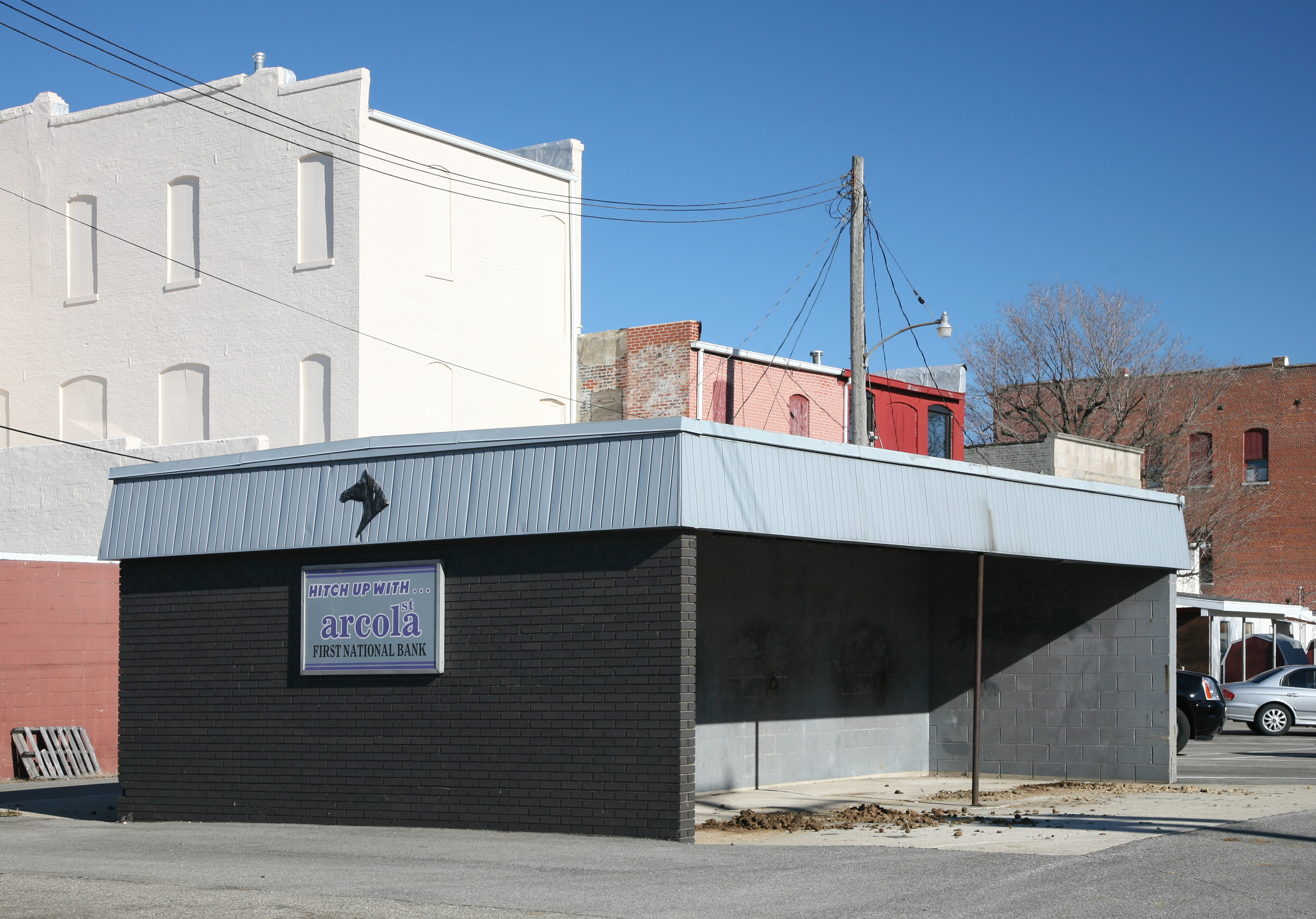
Abri pour les carrioles à chevaux des Amish dans le parking d’une banque à Arcola, en Illinois (États-Unis)

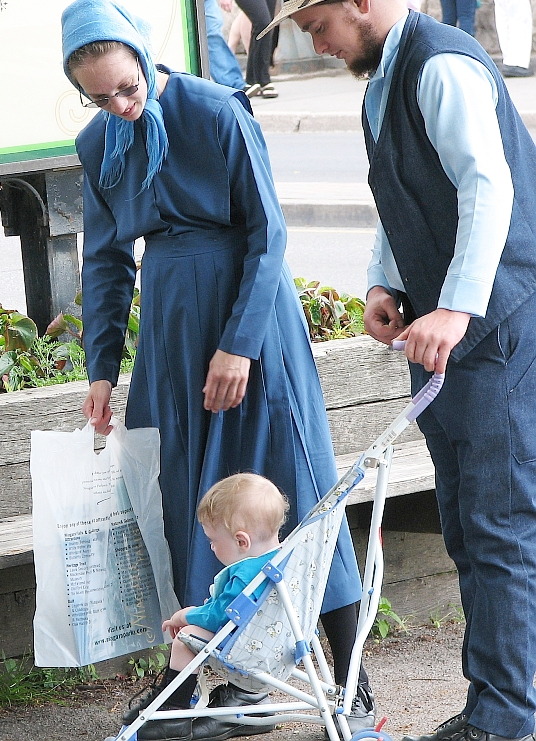
Une famille amish à Niagara Falls, Ontario (Canada).

Les Amish (en allemand de Pennsylvanie : Amisch) forment un groupe ethnoreligieux chrétien d'origine germanique.
Ils sont connus pour mener une vie simple, pacifique et austère, se tenant à l'écart du progrès et des influences du monde extérieur.
Issue principalement d'anabaptistes suisses dont une partie s'était établie en Alsace, fondée en 1693 à Sainte-Marie-aux-Mines par Jakob Amman et en majorité expulsée d'Alsace en 1712 à la suite d'un édit de Louis XIV, la communauté des Amish est aujourd'hui surtout présente en Amérique du Nord où le nombre de ses membres est en très forte augmentation. En France, il ne subsistait qu'environ 3 000 Amish au début du XXe siècle. Ces derniers entérinèrent la disparition de la branche française en 1907 en votant leur réintégration au sein de la communauté mennonite. La première règle des Amish est : « Tu ne te conformeras point à ce monde qui t’entoure ».

## Nom
Le nom « Amish » est dérivé du nom de famille de Jakob Amman, chef d’une congrégation mennonite ayant vécu près d’Erlenbach dans le Simmental, immigré en Alsace et décédé sans doute à Zellwiller, dans le Bas-Rhin. Après des dissensions avec d'autres membres de la communauté anabaptiste alsacienne, il a formé en 1693 un nouveau mouvement appelé « Amish ».
En anglais, les Amish sont appelés Amish, le « A » se prononçant comme le A allemand.

## Histoire

### Début de l'anabaptisme
Le mouvement anabaptiste, dont les Amish émergeront plus tard, se développe en parallèle à la Réforme radicale, commencée dans des cercles proches d'Ulrich Zwingli (1484-1531), qui lance la Réforme en Suisse pratiquement en même temps que Luther en Allemagne. Ce mouvement est également connu sous le nom de Frères suisses. Il se caractérise par la pratique du baptême des croyants : les anabaptistes croient que le baptême fait étant enfant n'a pas de valeur religieuse dans le sens où les enfants n'ayant pas encore de conscience religieuse, ils ne sauraient être baptisés âgés de quelques jours seulement.
Cette croyance pose problème. En effet, certains croyants pensent que les enfants morts non baptisés ne peuvent être sauvés. Ensuite, il y a le fait que Zwingli juge nécessaire de maintenir le baptême des enfants afin d'asseoir le système Église-État réformé qui remplace, à Zurich, l'ordre catholique.[réf. nécessaire]
Rapidement, une rupture a lieu entre les communautés anabaptistes et les autres mouvements religieux chrétiens qui pratiquent le pédobaptisme, Église catholique comme les principaux courants protestants qui suivent l'enseignement de Luther, Calvin et Zwingli.
À Zurich, le 21 janvier 1525, Conrad Grebel refuse d'amener sa fille au baptême. Cette date est généralement considérée comme celle de la fondation de l'anabaptisme.
Rapidement, des répressions ont lieu vis-à-vis des anabaptistes de la part des autorités. De plus, Zwingli accepte l’application par le conseil de Zurich de la punition suprême. Le 5 janvier 1527, le premier anabaptiste est noyé. D’autres cantons réformés appliquent la même sentence par la suite et de nombreux autres anabaptistes sont exécutés dans les mois qui suivent. Le 4 janvier 1528, l’édit de Spire oblige les parents à baptiser leurs enfants à la naissance.[réf. nécessaire]
Les anabaptistes se maintiennent cependant dans les régions rurales (notamment le Canton de Berne) où ils entretiennent des relations de bon voisinage. Ils sont même renforcés par les abus du patriciat bernois qui provoquent un exode de certains paysans mécontents de l’Église réformée officielle vers ces groupes dissidents qui pratiquent les valeurs évangéliques et une vie simple.[réf. nécessaire]

### Refuge alsacien
Le terme Amish a été utilisé pour la première fois comme Schandename (un terme de disgrâce) en 1710 par les opposants à Jakob Amman, un chef anabaptiste. La première division informelle entre frères suisses a été enregistrée au XVIIe siècle entre les Oberländer (ceux qui vivent dans les collines) et les Emmentaler (ceux qui vivent dans la vallée de l'Emmental).[réf. nécessaire]
La violence de la répression menée par les autorités bernoises, qui écrasent deux révoltes paysannes au cours du XVIIe siècle, conduit divers groupes à émigrer notamment vers l'Alsace (et ultérieurement vers Montbéliard), dans des territoires qui accueillent volontiers les migrants à des fins de repeuplement après la tragédie de la guerre de Trente Ans. Certains ne sont pas sélectifs sur les affiliations religieuses, et les mennonites s'y regroupent en petites communautés ; c'est le cas notamment du Palatinat et des territoires comme Sainte-Marie-aux-Mines appartenant au seigneur de Ribeaupierre, de confession protestante et aux conceptions tolérantes, qui trouve là un moyen de recruter de très bons agriculteurs ou artisans (meuniers…).[réf. nécessaire]
Une soixantaine de familles d'anabaptistes mennonites, expulsées du canton de Berne, y trouvent refuge. Ils s'installent notamment autour de la communauté de Sainte-Marie-aux-Mines, en Alsace, dans les montagnes vosgiennes. Ils bénéficient d'une exemption militaire en échange de la promesse de ne pas faire de prosélytisme.[réf. nécessaire]
La présence des anabaptistes en Alsace est attestée notamment par le « synode » d'Ohnenheim du 4 février 1660. En effet, à cette date, des représentants de communautés anabaptistes d'Alsace, dont des Suisses récemment immigrés, ratifient sous la présidence de Jean-Paul Oser, la Convention d'Ohnenheim, basée sur la Confession de Dordrecht de 1632, publiée par des mennonites allemands à Dordrecht, aux Pays-Bas.[réf. nécessaire]
La grande majorité de ces anabaptistes arrivés en France ont choisi de suivre Jakob Amman en 1693, lorsque celui-ci, arrivé de fraîche date, exige que la communauté redevienne plus rigoureuse et plus fidèle aux principes fondateurs, ce qui conduit finalement à un schisme : on parle dès lors d'« Amish », en référence au nom de Jakob Amman.[réf. nécessaire]
Le mouvement se formalise avec le pasteur anabaptiste de Sainte-Marie-aux-Mines Jakob Amman en 1693 avec des communautés de régions reculées de l'Oberland bernois et de la vallée de l'Emmental. Il a plusieurs inquiétudes sur le relâchement doctrinal et le manque de rigueur dans la discipline qu'il croit notamment observer dans les communautés suisses. Il faut dire que celles-ci vivent toujours sous la persécution, ne devant leur survie dans ces régions isolées qu'à la bienveillance et au respect de leurs voisins, alors que les Alsaciens bénéficient d'une tolérance totale. Les six points d'opposition sont la fréquence de la cène (que Jakob Amman voudrait faire passer d'une fois par an à deux fois par an), la généralisation de la pratique du lavement des pieds, le salut des âmes des non-anabaptistes (que les Suisses reconnaissaient aux « sincères » parmi leurs voisins non anabaptistes) et trois points sur la discipline : les péchés qui devaient donner lieu à admonestation voire à excommunication, la procédure disciplinaire et la rigueur de l’excommunication, les Amish insistant pour que l'excommunié ne soit pas seulement exclu de la table de communion, mais privé de tout contact ou relation sociale avec tout membre de la communauté.
Faute d'accord, le schisme divise la communauté anabaptiste. Sur 69 pasteurs, 27 furent en faveur de Jakob Amman dont 20 en provenance d'Alsace et cinq du Palatinat. La grande majorité des anabaptistes alsaciens deviennent donc amish. Vers 1700, Jakob Amman et plusieurs de ses partisans regrettant la division proposent de s'excommunier eux-mêmes temporairement jusqu'à ce que l'unité soit retrouvée mais ils ont été très vigoureux dans le débat et leur proposition est reçue avec méfiance. La notion d'exclusion totale mise en avant par les Amish est ce qui va donner à leur communauté la capacité de résister à toute intégration et à toute influence, particulièrement lorsqu'elle est regroupée dans une région isolée.

### Édit d'expulsion deLouisXIVet migration vers l’Amérique du Nord
À partir de 1681, William Penn — membre de la Société religieuse des Amis et fondateur de la Pennsylvanie — accueille tous les réprouvés, à la seule condition qu'ils tolèrent les autres.
En 1712, Louis XIV prend un édit d'expulsion des anabaptistes d'Alsace. La trace de Jakob Amman se perd, il est généralement retenu qu'il serait décédé avant 1730 à Zellwiller dans le Bas-Rhin. Nombreux sont les mennonites et les Amish qui passent dans des territoires non soumis au roi de France comme la principauté de Montbéliard (enclave protestante indépendante) ou le duché de Lorraine. Dans certains cas, le manque à gagner des seigneurs privés des revenus des fermes mennonites les pousse à intervenir pour modérer la sévérité des ordres du roi afin de conserver leurs excellents fermiers mennonites.
Dès 1727, les premiers Amish quittent l'Europe pour la Pennsylvanie.
Entre 1816 et 1860, 3 000 Amish partent vers le Midwest (en Ohio, en Indiana ou plus à l'ouest).

### 1850-1878: Division et formation des Amish du Vieil Ordre
La plupart des communautés amish établies en Amérique du Nord n'ont finalement pas conservé leur identité amish. La division majeure qui a entraîné la perte de l'identité de nombreuses congrégations amish s'est produite au troisième quart du XIXe siècle. La formation de factions s'est passée à différents moments selon les endroits. Le processus était un « tri » plutôt qu'une scission. Les Amish sont libres de rejoindre une autre congrégation amish à un autre endroit qui leur convient le mieux.[réf. nécessaire]

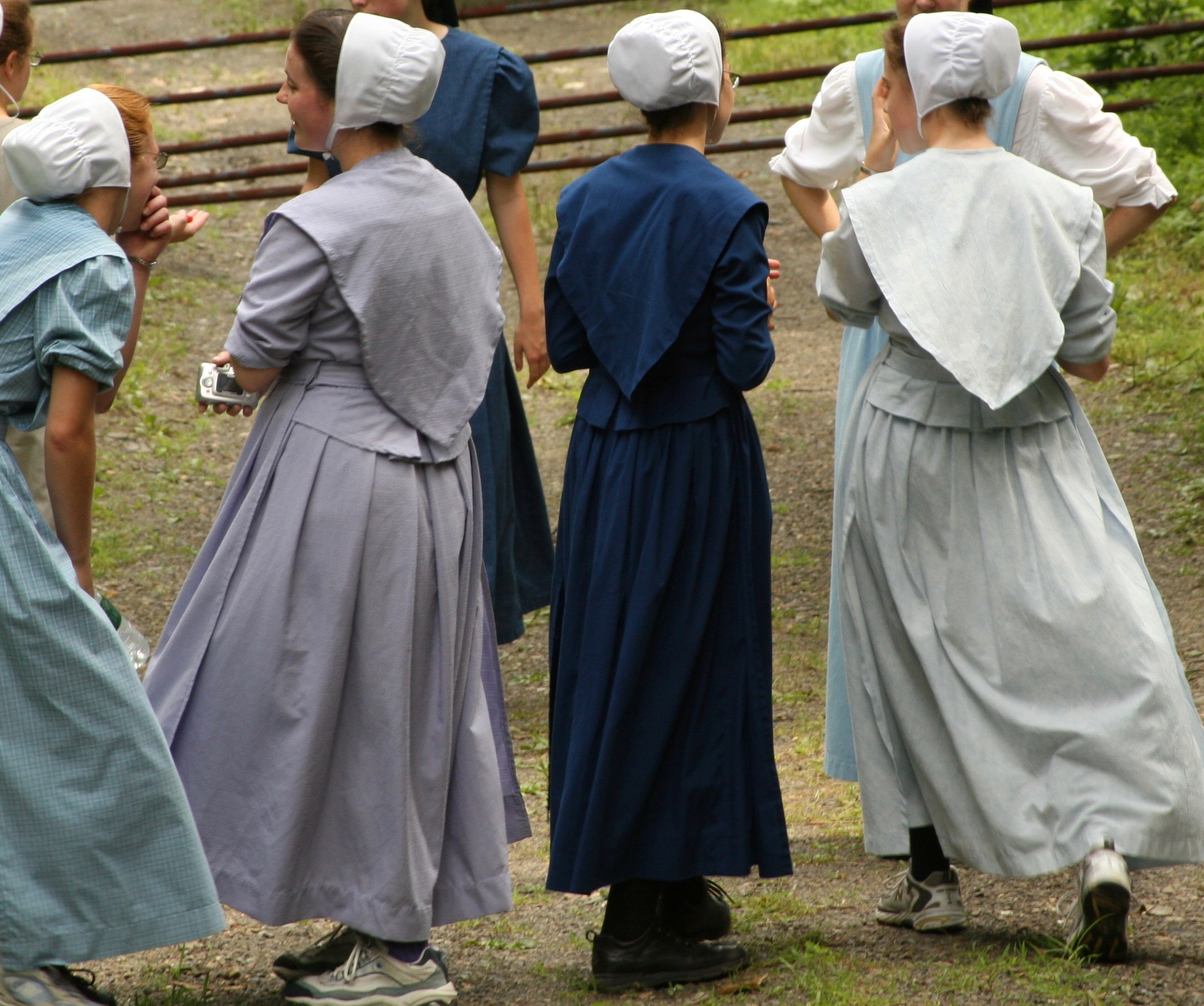
Femmes portant la tenue traditionnelle de la communauté River Brethren (Amish de l'ancien Ordre)

Après 1850, les tensions ont augmenté parmi les congrégations amish individuelles et entre différentes congrégations amish. Entre 1862 et 1878, des Dienerversammlungen (conférences des serviteurs) ont eu lieu chaque année à différents endroits, concernant la façon dont les Amish doivent faire face aux tensions causées par les pressions de la société moderne. Les réunions elles-mêmes étaient une idée progressiste ; pour les évêques, l'idée de se réunir pour discuter de l'uniformité était une notion sans précédent dans l'église amish. Au cours des premières réunions, les évêques plus traditionalistes ont décidé de boycotter les conférences.
Les membres les plus progressistes, comprenant environ les deux tiers du groupe, plus tard, ont été appelés Amish Mennonites, et finalement unis avec l'Église mennonite, et d'autres dénominations mennonites, principalement au début du XXe siècle. Les groupes les plus traditionnels ont été appelés Amish du Vieil Ordre (anglais: Old Order Amish).
Les Amish Egly (d'après Henry Egly, 1824–1890) avaient déjà commencé à se retirer des Amish en 1858. Ils se sont rapidement éloignés des anciennes méthodes et ont changé leur nom en « Mennonite sans défense » en 1908. Les congrégations qui n'ont pris aucun parti dans la division après 1862 ont formé la Conférence conservatrice amish mennonite en 1910, mais ont abandonné le mot Amish de leur nom en 1957.
Parce qu'il n'y avait pas de division en Europe, les congrégations amish qui y restaient prirent le même chemin que les Amish Mennonites en Amérique du Nord et fusionnèrent lentement avec les Mennonites. La dernière congrégation amish d'Allemagne à fusionner fut la congrégation amish d'Ixheim, qui fusionna avec l'église mennonite voisine en 1937. Certaines congrégations mennonites, dont la plupart en Alsace, descendent directement d'anciennes congrégations amish,.

### XXesiècle
Jusqu’au début du XXe siècle, l’identité amish de l’Ancien Ordre n’était pas liée à l’utilisation des technologies, car leurs voisins ruraux utilisaient les mêmes technologies agricoles et domestiques. Les questions d’utilisation des technologies n’ont pas non plus joué un rôle dans la division de l’Ordre Ancien de la seconde moitié du XIXe siècle. Les téléphones ont été la première technologie importante qui a été rejetée, bientôt suivie par le rejet des voitures, des tracteurs, des radios et de nombreuses autres inventions technologiques du XXe siècle.[réf. nécessaire]

Famille Amish se déplaçant en buggy, comté de Lancaster, Pennsylvanie, États-Unis.

Bien que des scissions se soient produites au sein de l’Ancien Ordre au XIXe siècle dans le comté de Mifflin, en Pennsylvanie, une scission majeure entre les Anciens Ordres a pris jusqu’à la Première Guerre mondiale. À cette époque, deux affiliations très conservatrices ont émergé – les Amish Swartzentruber dans le comté de Holmes, dans l'Ohio, et les Amish Buchanan dans l’Iowa. Les Amish de Buchanan furent bientôt rejoints par des congrégations partageant les mêmes idées dans tout le pays.
Avec la Première Guerre mondiale est venue la suppression massive de la langue allemande aux États-Unis qui a finalement conduit à un changement de langue de la plupart des germanophones de Pennsylvanie, laissant les Amish et autres anciens ordres presque les seuls locuteurs à la fin du XXe siècle. Cela a créé une barrière linguistique autour des Amish qui n’existait pas auparavant.
À la fin des années 1920, la faction la plus changeante des Amish de l’Ancien Ordre, qui voulait adopter la voiture, s’est séparée du courant dominant et s’est organisée sous le nom de Beachy Amish.
Pendant la Seconde Guerre mondiale, la question du service militaire pour les Amish se pose. Étant donné que leur confession les empêche de tuer, la plupart d'entre eux se sont retrouvés dans la fonction publique civile (CPS), où ils ont travaillé principalement dans la foresterie et les hôpitaux. Le fait que beaucoup de jeunes hommes travaillaient dans des hôpitaux, où ils avaient beaucoup de contacts avec des mennonites plus progressistes et le monde extérieur, a eu pour résultat que beaucoup de ces hommes n’ont jamais rejoint l’église amish à l'âge adulte.
Dans les années 1950, les Amish Beachy, comme les Amish du Nouvel Ordre, ont mis fortement l’accent sur la nouvelle naissance, la sainteté personnelle et l’éducation à l’École du dimanche. Ceux qui voulaient préserver l’ancienne façon de faire du Beachy sont devenus les Old Beachy Amish.
Jusque vers 1950, presque tous les enfants des Amish fréquentaient de petites écoles locales non amish, mais le regroupement scolaire et la scolarité obligatoire au-delà de la huitième année provoquent l’opposition des Amish. Les communautés amish ouvrent leurs propres écoles amish. En 1972, la Cour Suprême des États-Unis dispense les Amish de l'enseignement obligatoire après la huitième année. À la fin du XXe siècle, presque tous les enfants amish fréquentent des écoles amish.
En 1955, les Amish rejettent le système de protection sociale que l'État fédéral souhaite étendre aux agriculteurs, la communauté estimant pouvoir subvenir seule à ses besoins.
En 1965, les plus de 65 ans sont exemptés par le Congrès de souscrire au régime d'assurance santé. À la fin des années 1960, ils font néanmoins une concession en acceptant la décision des autorités sanitaires de réfrigérer les cuves à lait avec des moteurs diesel (et non avec l'électricité publique, qu'ils refusent).[réf. nécessaire]
En 1967 est créé le National Amish Steering Commitee. Le but était de défendre les jeunes hommes amish de la conscription que le gouvernement voulait imposer pendant la guerre du Viêt Nam, au nom de leur idéologie de non-violence.
À la différence des idéologues de la contre-culture des années 1970, les amish valorisent le travail.
Dans le dernier quart du XXe siècle, un nombre croissant d’hommes Amish ont quitté le travail agricole et ont lancé de petites entreprises en raison de la pression croissante sur l’agriculture à petite échelle. Bien qu’il existe une grande variété de petites entreprises parmi les Amish, les travaux de construction et le travail du bois sont assez répandus. Dans de nombreuses colonies amish, en particulier les plus grandes, les agriculteurs sont maintenant une minorité.
Les Amish sont venus faire une mission, entre 1980 et 1985, en Allemagne, ainsi qu'en Belgique et en Alsace : ce fut un échec. Ils préconisaient aux sympathisants non encore baptisés de ne pas avoir de télévision chez eux, et les Alsaciennes supportaient mal le port de la coiffe blanche. Vingt-cinq personnes seulement étaient intéressées par le genre de vie de l'Old Order, alors que les Beachy Amish proposaient une certaine modernité. Trois personnes furent finalement baptisées.
À l'exception de cette mission, organisée pour le tricentenaire des Amish et des missions Beachy Amish en Amérique latine, les Amish ne font aucun prosélytisme.

### XXIesiècle
En 2000, de nombreuses congrégations sont parties pour organiser l’Alliance mennonite biblique afin de continuer la pratique des ordonnances anabaptistes traditionnelles, telles que le couvre-chef.[réf. nécessaire]
Les mennonites de l’Ancien Ordre et les sectes amish sont souvent regroupés dans la presse populaire nord-américaine. C’est inexact, selon un rapport de 2017 du magazine Canadian Mennonite : les coutumes des mennonites de l’Ancien Ordre, des communautés des Amish et des Mennonites de l’Ancienne Colonie ont un certain nombre de similitudes, mais les différences culturelles sont suffisamment importantes pour que les membres d’un groupe ne se sentent pas à l’aise de passer à un autre groupe. Les mennonites de l’Ancien Ordre et les Amish ont les mêmes racines européennes et la langue parlée dans leurs foyers est le même dialecte allemand. Les mennonites des anciennes colonies utilisent le bas allemand, un dialecte allemand différent.
En 2018, environ 12 000 des 40 000 fermes laitières aux États-Unis appartiennent à des Amish.[réf. nécessaire]

## Pratiques religieuses

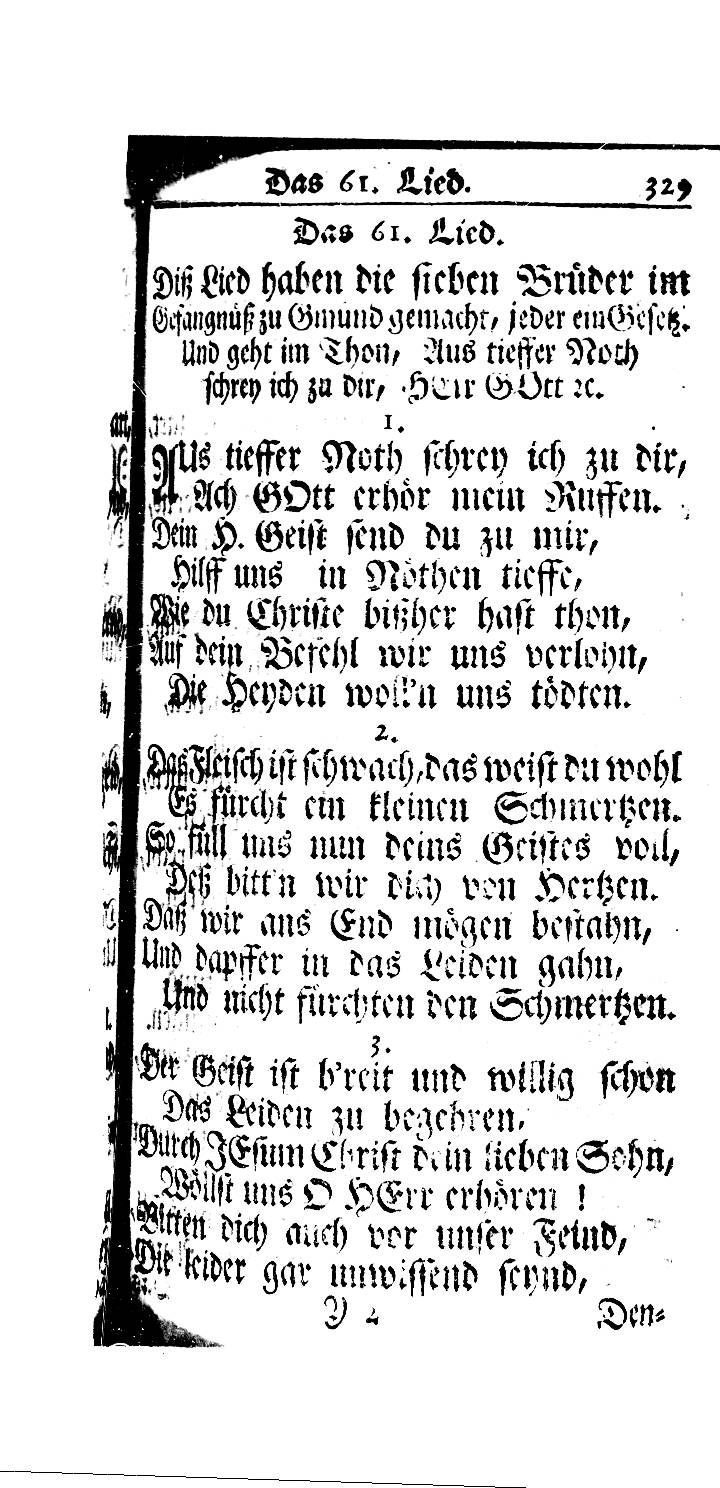
Diß Lied haben die sieben Brüder im Gefängnüß zu Gmünd gemacht (Cette chanson a été composée par les sept frères de la prison de Gmünd).

Deux concepts clés pour comprendre les pratiques amish sont leur rejet de Hochmut (orgueil, arrogance) et la grande valeur qu’ils accordent à Demut (humilité) et Gelassenheit (calme, sang-froid, placidité), souvent traduits par « soumission » ou « laisser être ». Gelassenheit est peut-être mieux compris comme une réticence à être en avant, à s’auto-promouvoir ou à s’affirmer. La volonté des Amish de se soumettre à la « Volonté de Jésus », exprimée à travers les normes de groupe, est en contradiction avec l’individualisme si central de la culture américaine au sens large. L’orientation anti-individualiste amish est le motif du rejet des technologies d’économie de main-d’œuvre qui pourraient rendre moins dépendant de la communauté. Les innovations modernes telles que l’électricité peuvent déclencher une concurrence pour les biens de statut, et les photographies peuvent développer la vanité personnelle. Les lignes électriques iraient à l’encontre de la Bible, qui dit de ne pas être « conformes au monde présent » (Romains 12:2).
L’appartenance à l’église amish commence par le baptême, généralement entre 16 et 23 ans. C’est une exigence pour le mariage au sein de l’église amish. Une fois qu’une personne est baptisée dans l’église, elle ne peut se marier que dans la foi. Les districts de l’Église comptent entre 20 et 40 familles, et les services de culte ont lieu un dimanche sur deux dans la maison ou la grange d’un membre. Le district est dirigé par un évêque et plusieurs ministres et diacres qui sont choisis par une combinaison d’élection et de cléromancie.

### Personnes non-originaires d'une communauté
Depuis 1950, environ 75 personnes non anabaptistes ont rejoint les Amish et sont restées membres à vie,.
Depuis 1990, une vingtaine de personnes d’origine mennonite russe ont rejoint une communauté amish à Aylmer, en Ontario.
Deux communautés chrétiennes entières ont rejoint les Amish : l’église de Smyrna, dans le Maine, l’une des cinq communautés chrétiennes d’Elmo Stoll après la mort de Stoll, et l’église de Manton, dans le Michigan, qui appartenait à une communauté fondée par Harry Wanner (1935-2012), un ministre d’origine mennonite de Stauffer Old Order. Les « Églises Amish du Michigan », auxquelles Smyrna et Manton étaient affiliées, seraient plus ouvertes aux chercheurs et aux convertis que les autres Églises amish. La plupart des membres de ces deux communautés para-amish provenaient à l’origine d’églises de plaine, c’est-à-dire d’Amish de l’Ancien Ordre, de Mennonites de l’Ancien Ordre ou de Vieux Frères Baptistes Allemands.
Si de nombreuses personnes ont testé la vie des Amish de l’Ancien Ordre pendant des semaines, des mois ou même des années, beaucoup ont finalement décidé de ne pas s’y joindre. D’autres restent proches des Amish, mais ne pensent jamais à les rejoindre.
D’autre part, les Amish Beachy, dont beaucoup dirigent leurs services en anglais et permettent un éventail limité de commodités modernes, reçoivent régulièrement des chercheurs dans leurs églises en tant que visiteurs et, finalement, en tant que membres,.

## La vie dans le monde moderne
Étant donné que le mode de vie moderne utilise beaucoup de technologies que la plupart des communautés amish interdisent à leurs membres, leur mode de vie s’est de plus en plus écarté des autres communautés. Jusqu’à la fin du XIXe siècle, les Amish ne différaient que légèrement du reste de la population paysanne rurale. Bien que les Amish portent des vêtements plus simples et qu’ils renoncent à tout luxe inutile, il n’y avait pratiquement aucune différence dans l’utilisation de la technologie jusque-là. Ce n’est qu’avec l’avènement du téléphone et un peu plus tard des voitures que les questions d’utilisation de la technologie sont apparues. Diane Zimmerman Umble a écrit un livre entier sur l’utilisation du téléphone par les Amish : Holding the Line. Le téléphone dans la vie mennonite et amish de l’ancien ordre. À l’occasion, cela a entraîné une discrimination et une hostilité sporadiques de la part de leurs voisins, comme des jets de pierres ou d’autres objets sur des calèches amish sur les routes,,.

### Téléphone, télévision et Internet
Le téléphone est apparu dans les campagnes américaines à la fin du XIXe siècle. En 1909-1910, environ un cinquième des membres de l’Ancien Ordre Amish dans le comté de Lancaster, en Pennsylvanie, se sont séparés des autres et ont explicitement autorisé le téléphone et la connexion au réseau électrique public. Cette scission a durci l’attitude des plus conservateurs contre le téléphone. Lorsque la télévision a lentement atteint les zones rurales dans les années 1950, elle a été interdite presque partout depuis le début par l’ancien ordre Amish. Il en va de même pour Internet,.
Avec l’avènement des téléphones portables et des smartphones, un autre défi a atteint l’ancien ordre amish. Les jeunes, en particulier, qui ne sont pas soumis à l’ordre avant leur baptême, achètent des téléphones portables et des smartphones, qui sont relativement faciles à cacher. Même chez les adultes baptisés, les smartphones ont été plus ou moins secrètement introduits. Surtout dans les premiers jours du smartphone, il n’y avait pas de règles d’ordre concernant cette nouvelle technologie.

### Taxes et vie politique américaine
Les Amish sont soumis à des taxes de vente et foncières. Comme ils possèdent rarement des véhicules automobiles, ils ont rarement l’occasion de payer des frais d’immatriculation de véhicules automobiles ou de dépenser de l’argent pour l’achat de carburant pour les véhicules. Selon leurs croyances et leurs traditions, les Amish ne sont généralement pas d’accord avec l’idée des prestations de sécurité sociale et ont une objection religieuse à l’assurance,. Sur cette base, l’Internal Revenue Service des États-Unis a convenu en 1961 qu’ils n’avaient pas besoin de payer d’impôts liés à la sécurité sociale. En 1965, cette politique a été codifiée dans la loi. Les travailleurs indépendants de certaines sectes ne cotisent pas et ne reçoivent aucune aide du système de sécurité sociale des États-Unis. Cette exemption s’applique à un groupe religieux qui s’oppose consciencieusement à l’acceptation des prestations d’une assurance privée ou publique, qui offre un niveau de vie raisonnable à ses membres à charge et qui existe sans interruption depuis le 31 décembre 1950. La Cour suprême des États-Unis a précisé en 1982 que les employeurs amish ne sont pas exemptés, mais seulement les personnes amish qui sont des travailleurs autonomes.

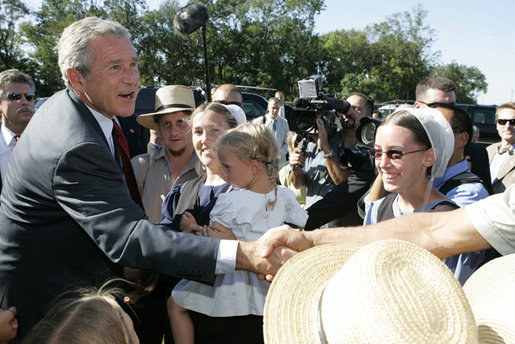
George W. Bush rencontrant des habitants amish et mennonites dans le comté de Lancaster en août 2006.

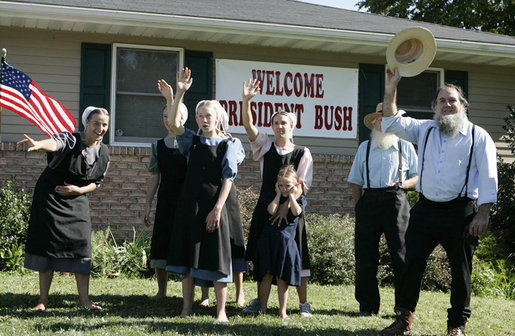
Un groupe de résidents amish et mennonites salue le président George W. Bush à Lancaster, en Pennsylvanie, à son arrivée à bord de Marine One en août 2006.

Rien ne le leur interdisant, certains Amish votent,, et ils sont courtisés par les partis nationaux comme des électeurs potentiels : alors que leur pacifisme et leur conscience sociale font que certains d’entre eux sont attirés par la politique de centre-gauche, leur vision généralement conservatrice fait que la plupart favorisent la droite,,. Les Amish ne paient pas d'assurance sociale et ne participent pas non plus au service militaire.
En raison de leurs croyances pacifistes, ils ne résistent pas, et se défendent rarement physiquement, ou même devant les tribunaux. Leur propre histoire populaire contient des récits de non-résistance héroïque, comme l’insistance de Jacob Hochstetler (1704-1775) pour que ses fils cessent de tirer sur des Indiens hostiles ayant commencé à tuer certains membres de la famille et à en prendre d’autres en captivité.
En 2015, une coalition d'Amish, de Cheyennes, de ranchers et d'environnementalistes s'est formée pour s'opposer à un projet de mine de charbon dans le Montana.

## Organisation politique
Les Amish se regroupent en communautés. Les communautés sont dirigées par un évêque, un prêcheur, et deux niveaux de diacres. Les femmes, qui restent silencieuses pendant les cultes (sauf pour chanter), participent comme les hommes à l'élection des dirigeants de la communauté : chaque membre baptisé donne le nom d'un homme qu'il pense être désigné par Dieu. Les futurs dirigeants sont élus comme suit : lors d'un culte spécial, les hommes qui ont été proposés par l'ensemble de la communauté se présentent devant celle-ci et choisissent chacun une Bible préparée à cet effet. Un morceau de papier avec un verset biblique est glissé préalablement dans une d'entre elles et l'homme qui l'a choisi est ainsi « élu ». Par cette méthode, les Amish considèrent que c'est le Saint-Esprit lui-même qui a dirigé la main de l'élu.
Regroupées fortement sous l'autorité de leur conseil presbytéral, dit « conseil des Anciens », sous une très forte discipline appuyée sur l'arme suprême de l'excommunication et de l'exclusion sociale (en allemand Meidung, en anglais shunning), ces communautés rejettent tout ce qui peut pousser la communauté à se couper de l’Évangile ou à se diviser, en particulier l'orgueil (en allemand Hochmut). Les « conseils des anciens » de chaque communauté ont statué graduellement sur toutes les innovations techniques et sociales, interdisant le plus souvent d'y avoir recours, ce qui a conduit les Amish à refuser d'entrer dans le progrès technique et dans la société de consommation, et à conserver un mode de vie devenu aujourd'hui marginal, avec parfois quelques différences entre communautés. Si les communautés amish ont disparu en France (voir plus bas le paragraphe « En France »), il n'en va pas de même aux États-Unis (voir plus bas le point « Démographie »).
La vie des Amish est basée sur la lecture et l'application pratique des enseignements du Nouveau Testament. Par exemple, les femmes portent des robes parce que la Bible condamne l'utilisation de vêtements d'hommes par les femmes et vice versa. Les femmes couvrent leur tête en application d'une exhortation de l'apôtre Paul dans le Nouveau Testament, etc. L'idéal de tous consiste à être modeste.

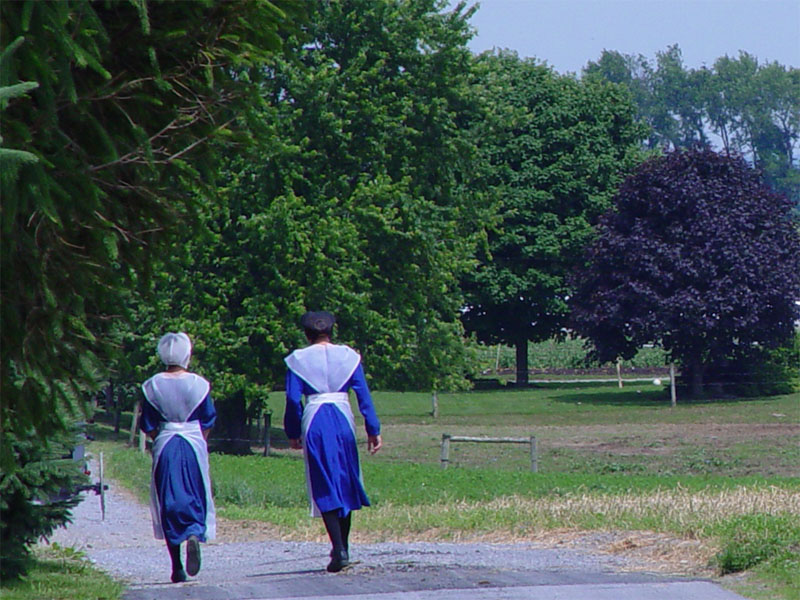
Femmes amish dans le comté de Lancaster, en Pennsylvanie.

Chaque communauté amish est indépendante et a sa propre tradition. Les membres de communautés différentes peuvent communiquer entre eux, mais il n'existe pas d'organisation régionale ou nationale. Si entre les différentes communautés, les pratiques diffèrent, mais en général les Amish se vêtent de couleurs foncées. Les hommes laissent pousser leur barbe dès le mariage. Les femmes portent une coiffe proche de la quichenotte du pays Vendéen.
Les Amish n'ont pas de sécurité sociale ni de cotisation de retraite : ils comptent sur leur église et leur communauté pour obtenir leur soutien. Un exemple d’un tel soutien est l’élevage de granges, dans lequel toute la communauté se réunit pour construire une grange en une seule journée. Un tel événement rassemble la famille et les amis pour célébrer et créer des liens. Les familles ont souvent de huit à dix enfants. Il arrive que le père transmette la ferme à l'aîné dès le mariage. Le père se transforme alors facilement en sculpteur et fabrique de petits objets artisanaux en bois, ou il devient tisserand.
Les Amish du « Vieil Ordre », une Église mennonite, ont certaines particularités qui peuvent frapper le visiteur ou l'étranger :
- ils ont, encore aujourd'hui, seulement des voitures à cheval, les buggys ;
- les labours se font à l'attelage, sans tracteur (certaines communautés possèdent des tracteurs sans pneus, avec des roues en fer[66]).

Ils ouvrent néanmoins des magasins en ville où l'on peut se procurer de l'artisanat amish, principalement des couvertures de quilt (patchwork), et d'autres objets d'artisanat. Ils peuvent aussi s'occuper de magasins maraîchers. Ces magasins, par exception, sont parfois branchés sur des groupes électrogènes si leur propriétaire n’est pas amish.
Au moins un groupe d’agriculteurs amish du comté de Lancaster, en Pennsylvanie, a formé une coopérative engagée dans des accords d’agriculture soutenue par la communauté (ASC) avec des familles non amish. Travaillant par l’intermédiaire de la Lancaster Farm Fresh Cooperative ce groupe d’agriculteurs amish fournit des légumes biologiques aux groupes d’ASC en Pennsylvanie et dans les États environnants, y compris New York.

### Crimes et discrimination contre les Amish
De nos jours, il existe une forme de rejet des Amish par d'autres populations, le sentiment anti-amish se manifeste par le lancer de pierres ou d'objets similaires contre des calèches des Amish,,.
Un téléfilm de 1988, A Stoning In Fulham County, s'appuie sur une histoire vraie impliquant un tel incident, dans lequel une fillette amish de six mois a été frappée à la tête par une pierre et est morte des suites de ses blessures.
En 1997, Mary Kuepfer, une jeune femme amish de Milverton, en Ontario, au Canada, a été frappée au visage par une bouteille de bière qui aurait été jetée d’une voiture qui passait. Elle a eu besoin de milliers de dollars d’intervention chirurgicale pour son visage, payés par une vague de dons du public.
Le 21 juin 2020, Linda Stoltzfoos, une jeune femme amish de 18 ans, est portée disparue et son corps est retrouvé 10 mois plus tard. En décembre 2021, un homme de 35 ans, Justo Smoker, est officiellement mis en examen pour meurtre.

## Culture et mode de vie

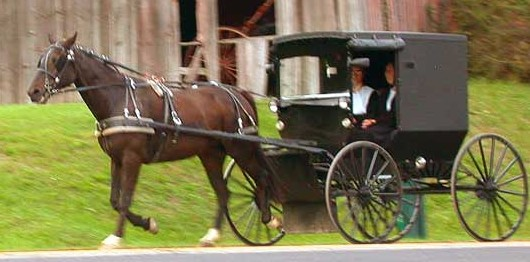
Couple Amish se déplaçant à l'aide d'une voiture à cheval, comté de Holmes, Ohio, 2004.

Le mode de vie amish peut différer d’une communauté à l’autre et d’un district à l’autre au sein d’une communauté. Ce qui est acceptable dans une communauté peut ne pas l’être dans une autre. L’Ordnung est convenu – ou modifié – au sein de toute la communauté des membres baptisés avant la communion qui a lieu deux fois par an. La réunion où l’Ordnung est discuté s’appelle Ordnungsgemeinde en allemand standard et Ordningsgmee en allemand de Pennsylvanie. Les Ordnung comprennent des questions telles que l’habillement, les utilisations autorisées de la technologie, les devoirs religieux et les règles concernant l’interaction avec les étrangers. Lors de ces réunions, les femmes votent également sur les questions concernant l’Ordnung.
Porter des enfants, les élever et socialiser avec les voisins et les parents sont les plus grandes fonctions de la famille amish. Les Amish croient généralement que les familles nombreuses sont une bénédiction de Dieu. Les familles agricoles ont tendance à avoir des familles plus nombreuses, car les fils sont nécessaires pour effectuer des travaux agricoles. La communauté est au cœur du mode de vie amish.
Travailler dur est considéré comme pieux, et certains progrès technologiques ont été considérés comme indésirables parce qu’ils réduisent le besoin de travail acharné. Les machines telles que les nettoyeurs automatiques de sols dans les granges ont toujours été rejetées car cela donne trop de temps libre aux jeunes ouvriers agricoles.

### Vêtements
Les Amish sont connus pour leur tenue simple. Entre les différentes communautés, les pratiques diffèrent, mais en général les Amish s'habillent de couleurs foncées.
Les hommes portent des chemises de couleur unie, des chapeaux à larges bords et des costumes sombres. Les pantalons que les hommes portent n’ont pas de fermetures éclairs et ont plutôt des boutons pour fermer le rabat. Ils ne peuvent pas porter de ceintures à cause de la boucle qui est considéré comme un bijou,. Ils portent donc des bretelles. Ils se laissent pousser leur barbe dès le mariage pour symboliser la virilité et l’état matrimonial, ainsi que pour promouvoir l’humilité. Il leur est interdit d'avoir de la moustache, parce que pour les Amish elle est associée à l’armée, à laquelle ils sont fortement opposés, en raison de leurs croyances pacifistes.
Pour les services religieux, les hommes portent une chemise blanche unie avec un manteau noir et un gilet par-dessus. Certains hommes portent également des nœuds papillon noirs avec leur costume d’église.

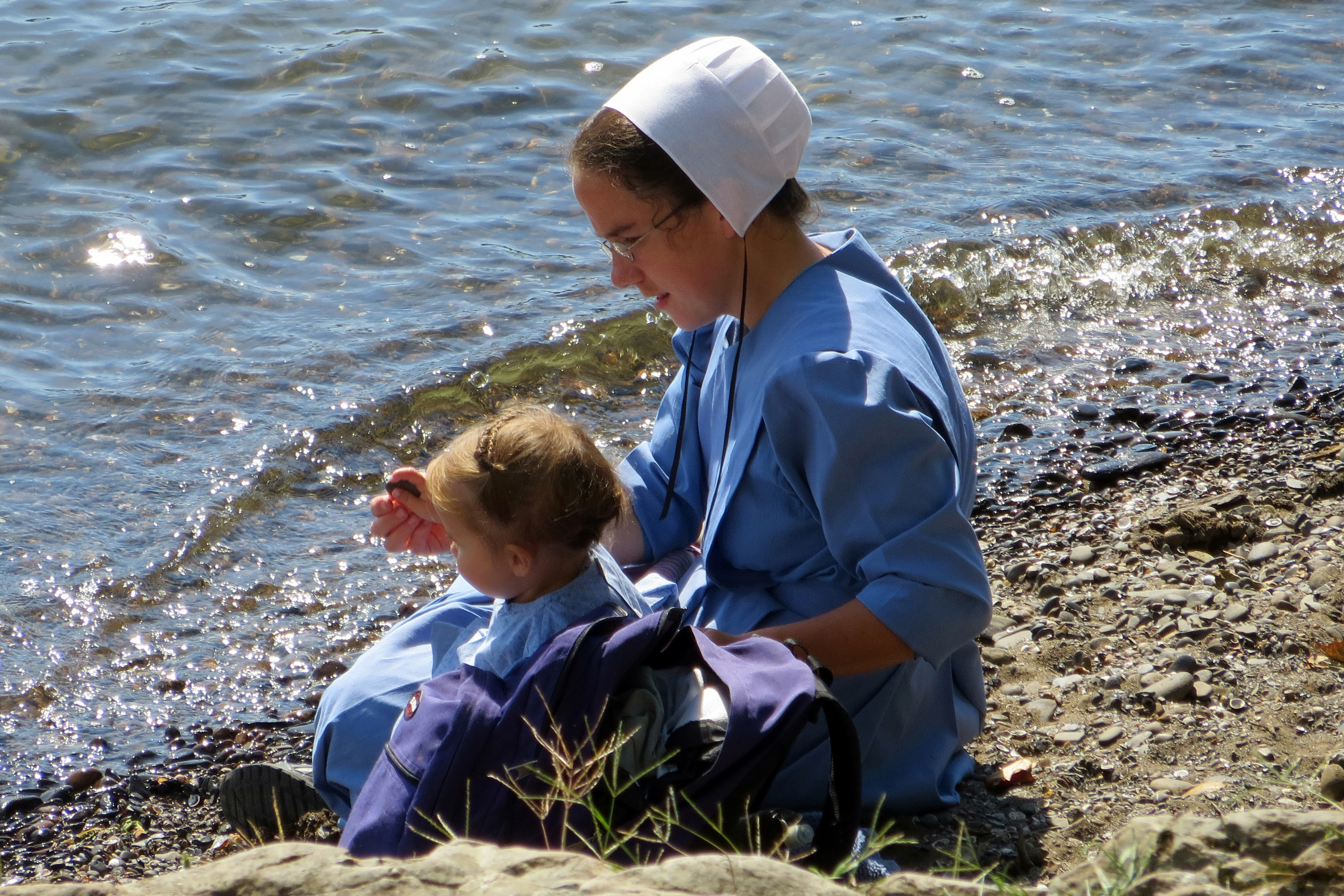
Femme amish portant une coiffe traditionnelle de sa communauté.

Les femmes doivent porter des robes jusqu’au mollet, des couleurs sourdes ainsi que des bonnets et des tabliers. Elles portent une coiffe proche de la quichenotte du pays vendéen. La pratique du couvre-chef vient de la Bible : « Mais toute femme qui prie ou prophétise tête nue fait affront à sa tête; car c'est exactement comme si elle était rasée. Si la femme ne porte pas de voile, qu'elle se fasse tondre ! Mais si c'est une honte pour une femme d'être tondue ou rasée, qu'elle porte un voile ! » (1 Corinthiens 11: 5-6).

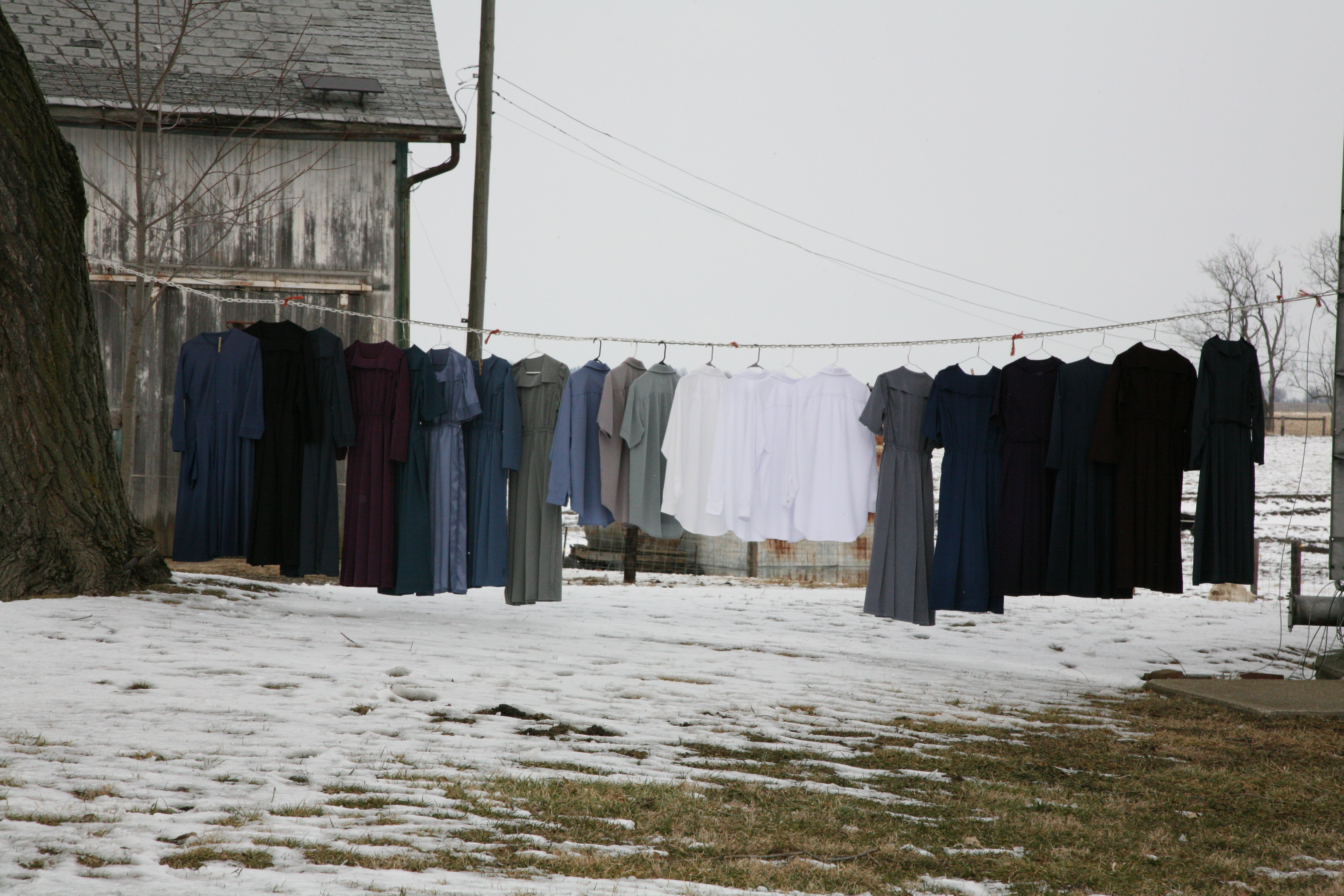
Exemple de vêtements Amish.

La couleur du bonnet montre si une femme est célibataire ou mariée. Les enfants et femmes célibataires portent des bonnets noirs et les femmes mariées portent des bonnets blancs. Ce code des couleurs des bonnets est important car les femmes ne sont pas autorisées à porter des bijoux, tels que des alliances, qui attirent l’attention sur le corps, et peuvent conduire à l'orgueil. L'idéal de tous consiste à être modeste (l’Ordnung).
Tous les vêtements sont cousus à la main, mais la façon d’attacher le vêtement varie selon le Nouvel Ordre ou l’Ancien Ordre Amish.

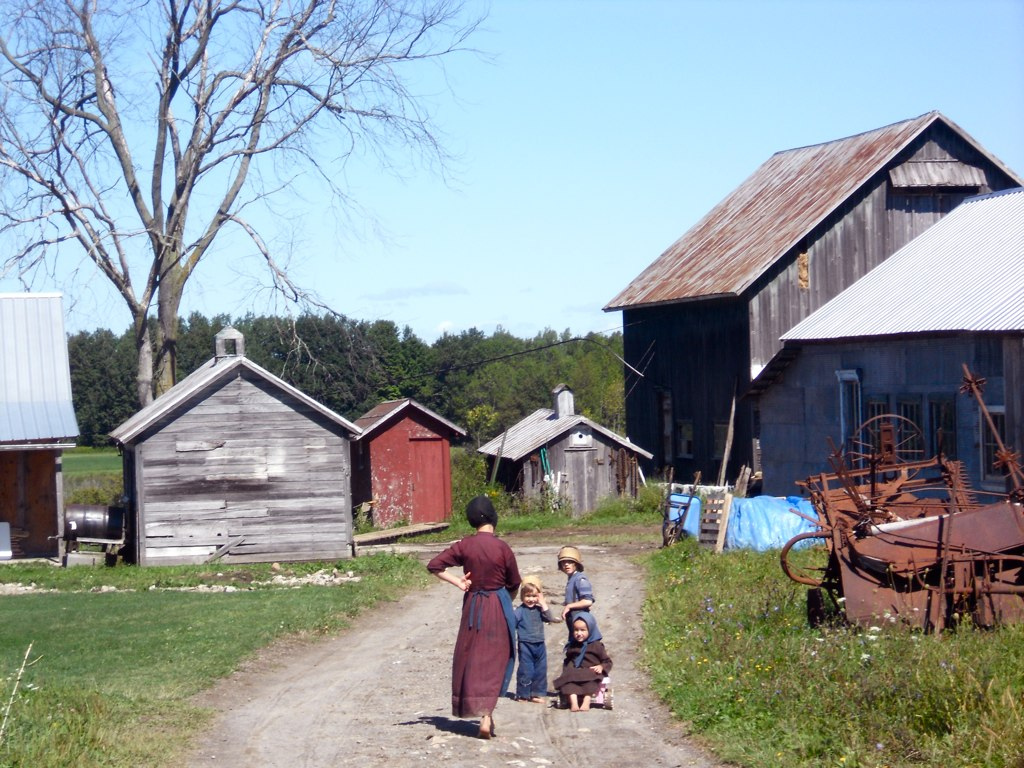
Ferme Amish près de Morristown, New York.

De nombreux Amish portent des vêtements avec des boutons. Les robes des femmes amish peuvent comporter des boutons, tout comme les pantalons des hommes. Certains vêtements utilisent des épingles droites en plus. Les Amish utilisent des crochets sur leurs costumes d’église.
Les enfants ont des vêtements similaires à leurs parents. Les femmes et les enfants sont généralement pieds nus.

### Éducation

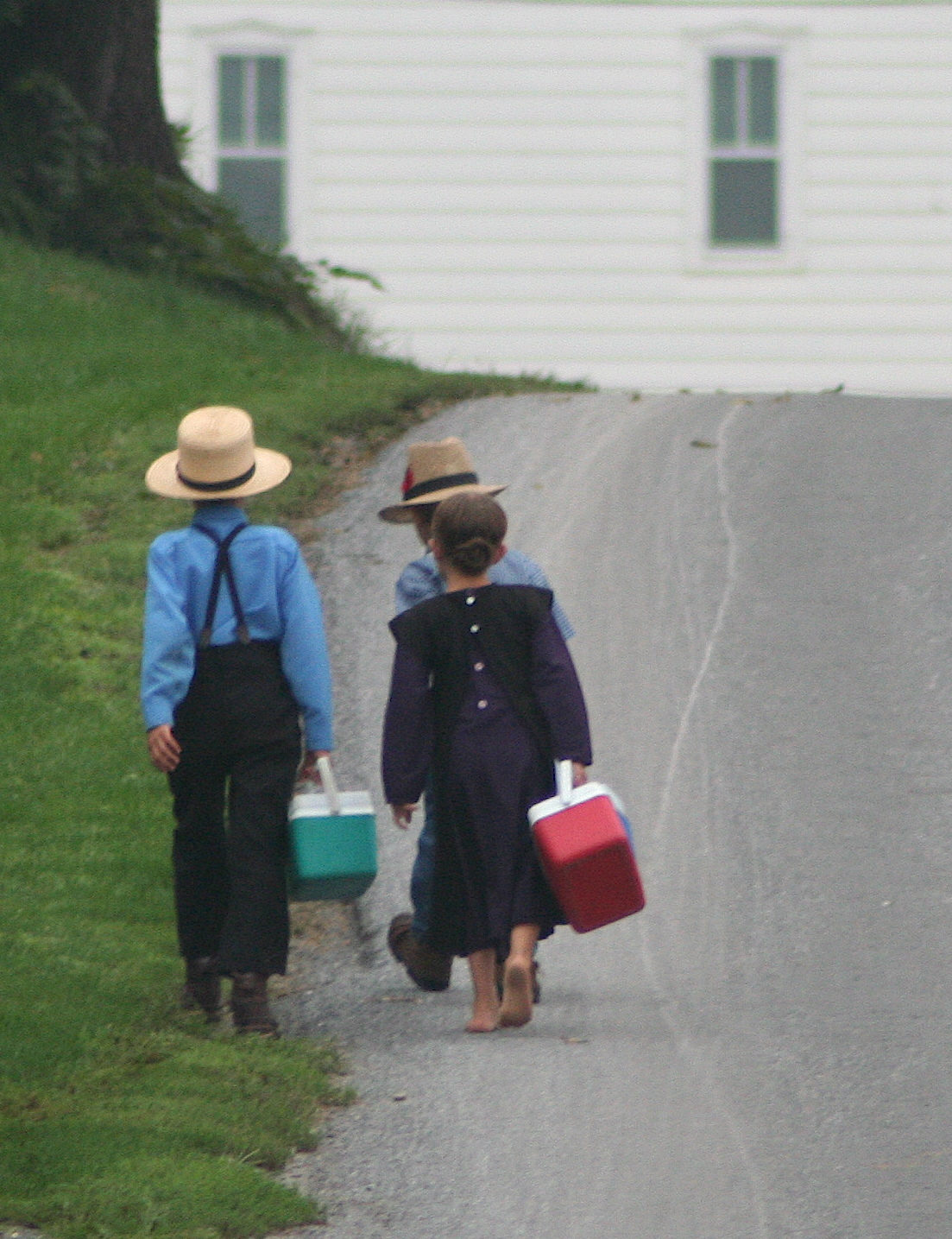
Enfants amish allant à l'école.

Dans de nombreuses communautés, les Amish gèrent leurs propres écoles. L'école est assez proche pour que les enfants puissent y aller à pied. Tous les enfants sont regroupés en une classe unique encadrée par un enseignant amish, non certifié par l'État. L’école est administrée par une commission scolaire de parents amish élus. La formation vise surtout l’anglais (qui est la langue d'enseignement principale), l'allemand, les mathématiques, la géographie et l’histoire. La religion n'est pas enseignée de façon formelle à l'école, même si chaque journée commence par un temps de prière.

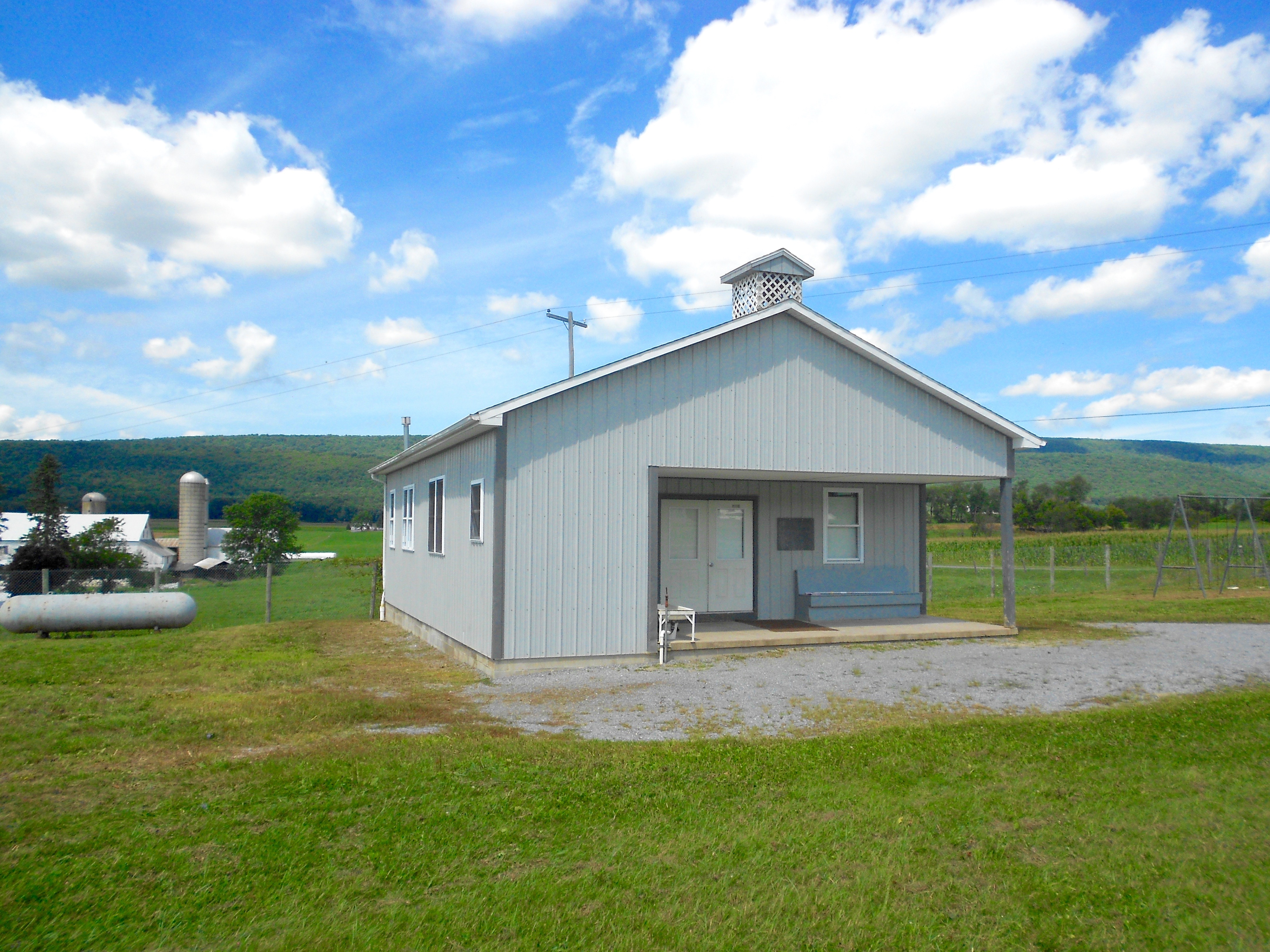
École Amish près de Rebersburg, Pennsylvanie.

Les Amish n’envoient généralement pas leurs enfants à l'école après la huitième année, estimant que les connaissances de base offertes jusque-là sont suffisantes pour préparer à la vie comme Amish. Presque aucun Amish ne va au lycée et à l’université. À l'âge de quatorze ans, les jeunes quittent l'école. Ils continuent à vivre dans la maison familiale où ils aident aux travaux domestiques ou commencent à travailler à l'extérieur.
L'enseignant est en général une femme célibataire. Elle est choisie parmi les meilleurs élèves en fonction de ses capacités à enseigner et de son engagement envers les valeurs amish. Les enseignantes renoncent à leur mission quand elles se marient.
Dans la première moitié du XXe siècle, les enfants amish fréquentaient des écoles publiques rurales. Sous contrôle local, ces écoles ne menaçaient pas les valeurs amish. Cependant, au début des années 1950, le renforcement du système des écoles publiques commence à générer des tensions entre les Amish et les représentants de l'État chargés de l'éducation. Le 19 mai 1972, Jonas Yoder et Wallace Miller de l’Old Order Amish, et Adin Yutzy de l’Église mennonite amish conservatrice ont chacun été condamnés à une amende de 5 $ pour avoir refusé d’envoyer leurs enfants, âgés de 14 et 15 ans, à l’école secondaire. Dans l'affaire Wisconsin v. Yoder (1972), la Cour suprême du Wisconsin a annulé la condamnation et la Cour suprême des États-Unis l’a confirmé, estimant que les avantages de l’éducation universelle n’étaient pas une justification suffisante pour surmonter l’examen minutieux en vertu de la clause de libre exercice du premier amendement. Finalement, en 1972, la Cour suprême des États-Unis accorde aux Amish la permission d'organiser leur propre enseignement jusqu'au 8e grade (quatorze ans).

#### Rumspringa
À partir de 16 ans, dans les communautés conservatrices vient le rumspringa (terme issu de l'allemand de Pennsylvanie qui signifie littéralement « courir dans tous les sens »), sorte de rite de passage durant lequel les adolescents sont temporairement libérés des règles de la communauté afin de multiplier diverses expériences et de décider s'ils vivront leur vie d'adulte au sein ou hors de la communauté. Ils sont autorisés à sortir le week-end avec leurs amis, la plupart du temps réunis en groupes de jeunes. Certains groupes sont chaperonnés par des adultes. Ils se réunissent pour des tournois sportifs, des goûters, pour aller nager ensemble… D'autres groupes sont auto-gérés par les jeunes eux-mêmes. Parmi eux, certains s'essayent à boire de l'alcool, fumer, porter des vêtements modernes, écouter du rock et de la pop music… Ils peuvent quitter la communauté durant cette période. Cette pratique est controversée au sein même des Églises amish. Beaucoup l'ont abandonnée et tentent de promouvoir un comportement décent et conforme à la morale biblique à tous les âges de la vie.
À la fin de cette période, environ 90 % des jeunes Amish demandent le baptême et vivent selon les traditions de la communauté. Une infime minorité d'adolescents décident de s'installer en dehors de la communauté. Certains d'entre eux finissent néanmoins par reprendre leur vie en communauté quelques années plus tard.
Ces dernières années, la pratique du rumspringa a donné lieu à plusieurs programmes de téléréalité aux États-Unis, comme Amish in the city (en).
Au sein de la famille amish, les parents et les grands-parents, voire les arrière-grands-parents, considèrent que leurs paroles contribuent nettement moins que leurs actes à l'éducation des enfants. Pour les Amish, la parole est dangereuse car elle peut être porteuse de violences, d'attaques, d'injures, d'impureté ou de méchanceté. Les Amish ont comme principe éducatif que les enfants ne suivent pas les conseils mais l'exemple des adultes.

### Langue

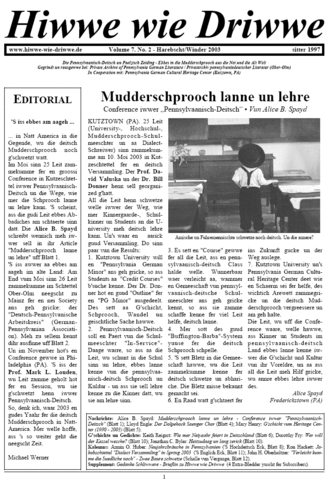
Journal écrit en Pennsylvania Dutch.

La plupart des familles amish parlent à la maison un dialecte allemand connu sous le nom d'allemand de Pennsylvanie (« Pennsylvania Dutch » ou « Pennsylvania German »). Le terme de Dutch vient du mot allemand « Deutsch », qui, dans un sens archaïque, renvoie à toutes les personnes parlant l'un des nombreux dialectes germano-néerlandais — et non aux habitants des Pays-Bas (en anglais Dutch signifie « Néerlandais »). Ce dialecte est assez proche du suisse allemand, de l'alsacien et d'une des langues de la Lorraine, le Lothringer platt.
Les Amish appellent les non-Amish des English, du fait qu'ils ne parlent pas le Pennsylvania Dutch.
En Suisse, les mennonites réfugiés dans la région francophone du canton de Berne (Jura bernois) parlent encore le dialecte suisse alémanique à la maison, et suivent les écoles du canton en français, y compris ceux qui, au cours des siècles, se sont convertis au protestantisme « officiel ».

### Cuisine
La cuisine amish est simple et copieuse, proche de celles des pays du nord de l'Europe, dont les membres de cette communauté sont souvent originaires.

Une femme Amish vendant des bretzels à Philadelphie en Pennsylvanie.

On peut notamment citer les soupes aux huiles végétales (à base de poulet), les Boova Shenkel (beignets de pommes de terre), les Shoo-fly pies (type de crumble à la cannelle et noix de muscade) ou le Pain des Écritures.
Les Amish commercialisent une partie de leur production agricole dans les circuits de distributions classiques. Ces produits connaissent un fort succès auprès des consommateurs américains car ils apparaissent comme des produits sains, cultivés sans OGM ni produit phytosanitaire, selon les méthodes traditionnelles des Amish.
La nourriture joue un rôle important dans la vie sociale amish et est servie lors de potlucks, de mariages, de collectes de fonds, d’adieux et d’autres événements,,,.
De nombreux aliments amish sont vendus sur les marchés, y compris les tartes, les conserves, les mélanges à pain, les produits marinés, les desserts et les conserves. De nombreuses communautés amish ont également établi des restaurants pour les visiteurs. La consommation de viande des Amish est similaire à la moyenne américaine, bien qu’ils aient tendance à manger plus de viande en conserve.

### Santé
Les Amish représentent une communauté génétiquement fermée. En effet, les Amish descendent tous d'un nombre restreint de quelques centaines de fondateurs arrivés au XVIIIe siècle. Certaines conditions récessives sont plus répandues (un exemple de l’effet fondateur),,. Certaines maladies génétiques, tels que le nanisme ou le syndrome d’Angelman sont surreprésentées.
Les Amish sont conscients des avantages de l’exogamie, mais pour des raisons religieuses, ils ne se marient qu’au sein de leurs communautés. La majorité des Amish acceptent les maladies génétiques comme Gottes Wille (la volonté de Dieu) ; ils rejettent l’utilisation de tests génétiques préventifs avant le mariage et de tests génétiques sur les enfants à naître pour découvrir des troubles génétiques. Lorsqu’un enfant naît avec un trouble, il est accepté dans la communauté et chargé de tâches ménagères dans la mesure de ses capacités.
Cependant, les Amish sont prêts à participer à des études sur les maladies génétiques.
Alors que les Amish courent un risque accru de certains troubles génétiques, les chercheurs ont constaté que leur mode de vie sain peut conduire à une meilleure santé. Les taux globaux de cancer chez les Amish sont réduits ; et les cancers liés au tabac chez les adultes amish atteignent 37% du taux chez les adultes de l'Ohio, et les cancers non liés au tabac représentent 72% du taux des adultes de l’Ohio. Même les taux de cancer de la peau sont plus faibles pour les Amish, car même si de nombreux Amish gagnent leur vie en travaillant à l’extérieur et sont exposés au soleil, ils sont généralement couverts et habillés en portant des chapeaux à larges bords et des manches longues qui protègent leur peau.
La prévalence de l’asthme chez les Amish de l’Indiana était faible : 5% d'enfants amish en âge d'être scolarisés souffrent d'asthme, soit la moitié de la moyenne nationale américaine. À l'inverse, les enfants huttérites connaissent un taux d'asthmatiques inhabituellement élevé, à 21,3%. Les modes de vie des deux groupes sont similaires, sauf pour les pratiques agricoles, où les huttérites utilisent l’agriculture industrialisée alors que les Amish ne le font pas. Dans une étude de 2016, des différences importantes dans les cellules immunitaires innées des enfants et dans la nature induisant l’allergie de la poussière dans leurs maisons ont été trouvées, conduisant à la conclusion que l’environnement amish avait protégé contre l’asthme en façonnant la réponse immunitaire innée.
Dans une nouvelle étude, parue le 2 décembre 2021 dans la revue Science, des chercheurs américains ont analysé et séquencé une partie du génome de près de 7 000 membres de la communauté Amish. Ils ont ainsi observé la présence d’une variante génétique qui protégerait de la survenue de maladies cardiovasculaires, notamment du fait du taux de mauvais cholestérol, ou LDL (pour “low density lipoproteins”).
Il existe un réseau organisé par les Amish de soignants en santé mentale qui aident les familles aux prises avec une maladie mentale et recommandent des conseillers professionnels : People’s Helpers.
Le taux de suicide chez les Amish est environ la moitié de celui de la population générale : Par exemple, 5,5 pour 100 000 habitants en 1980 dans le comté de Lancaster, contre 12,5 pour 100 000 habitants aux États-Unis.
Les Amish de l’Ancien Ordre n’ont généralement pas d’assurance maladie commerciale privée. Dans certaines communautés amish, l’église peut collecter de l’argent auprès de ses membres pour aider à payer les factures médicales d'autres membres. Bien que les Amish soient souvent perçus par les étrangers comme rejetant toutes les technologies modernes, ce n’est pas le cas et la médecine moderne est utilisée par les communautés amish, y compris les naissances à l’hôpital et d’autres traitements avancés. Comme ils ne disposent pas d’assurance maladie et paient d’avance pour les services, les Amish se rendent souvent au Mexique pour des soins non urgents et ou des interventions chirurgicales, afin de réduire les coûts,.
La plupart des Amish ne pratiquent aucune forme de contrôle des naissances. Ils sont contre l’avortement et trouvent également que « l’insémination artificielle, la génétique, l’eugénisme et la recherche sur les cellules souches » sont « incompatibles avec les valeurs et les croyances amish ». Cependant, certaines communautés permettent l’accès au contrôle des naissances aux femmes dont la santé serait compromise par l’accouchement.

#### Covid-19
En 2020 et 2021, il circule des affirmations dans les médias sociaux selon lesquelles la population amish n'a pas été touchée par la COVID-19. D'après l'agence Reuters, de telles affirmations sont fausses et ont été diffusées pour suggérer que les vaccins sont inefficaces.

## Sous-groupes
Il existe différents groupes de population Amish. Les principales sont les suivantes :
- Les Amish du « Vieil Ordre » parlent un dialecte haut allemand : le Pennsylvania Dutch. Par tradition strictement agriculteurs, beaucoup aujourd’hui, surtout dans les grandes communautés où il est plus difficile de trouver de la terre, travaillent dans des usines ou sont entrepreneurs.
- En 1864, en Indiana, un schisme se produit sous la direction de l'ancien Henry Egly ou Egli : on se met à parler anglais et à envoyer ses enfants à l'École du dimanche, au lieu de donner l'instruction religieuse à la maison, en famille. On proscrit les bijoux, le tabac et l'alcool. L'anglais provoque des rapprochements avec d'autres mennonites.
- La « Conférence des Amishs mennonites conservateurs » (schisme « libéral ») se rapproche du monde. Ce groupe a laissé tomber le mot « Amish » pendant le XXe siècle, et se considère aujourd’hui comme mennonite.
- En 1923, les Beachy Amish (schisme venu sous la direction de Moïse M. Beachy) reçoivent aussi bien des Conservative Amish que des gens attirés par un rapprochement avec le monde moderne, avec l'usage de l'électricité, des automobiles, des édifices du culte.

### Affiliations
Environ 40 affiliations Amish différentes de l’Ancien Ordre sont connues; les huit principales affiliations sont ci-dessous, Lancaster étant la plus grande en nombre de districts et en population
| Affiliation         | Date d’établissement | Origine      | États | Colonies | Quartiers de l’Église |
| ------------------- | -------------------- | ------------ | ----- | -------- | --------------------- |
| Lancaster           | 1760                 | Pennsylvanie | 8     | 37       | 291                   |
| Elkhart-LaGrange    | 1841                 | Indiana      | 3     | 9        | 176                   |
| Holmes Ancien Ordre | 1808                 | Ohio         | 1     | 2        | 147                   |
| Buchanan/Medford    | 1914                 | Indiana      | 19    | 67       | 140                   |
| Geauga I            | 1886                 | Ohio         | 6     | 11       | 113                   |
| Swartzentruber      | 1913                 | Ohio         | 15    | 43       | 119                   |
| Geauga II           | 1962                 | Ohio         | 4     | 27       | 99                    |
| Suisse (Adams)      | 1850                 | Indiana      | 5     | 15       | 86                    |

### Utilisation de la technologie par différentes affiliations
Bien que les Amish soient connus pour leur rejet de la technologie, toutes les communautés amish ne sont pas aussi strictes les unes que les autres. Certaines communautés n'ont pas d'objection à déjeuner dans des restaurants english et à utiliser des téléphones portables,. Le tableau ci-dessous indique l’utilisation de certaines technologies par différentes affiliations amish. L’utilisation des voitures n’est autorisée par aucun Amish de l’Ancien et du Nouvel Ordre, pas plus que la radio, la télévision ou, dans la plupart des cas, l’utilisation d’Internet.

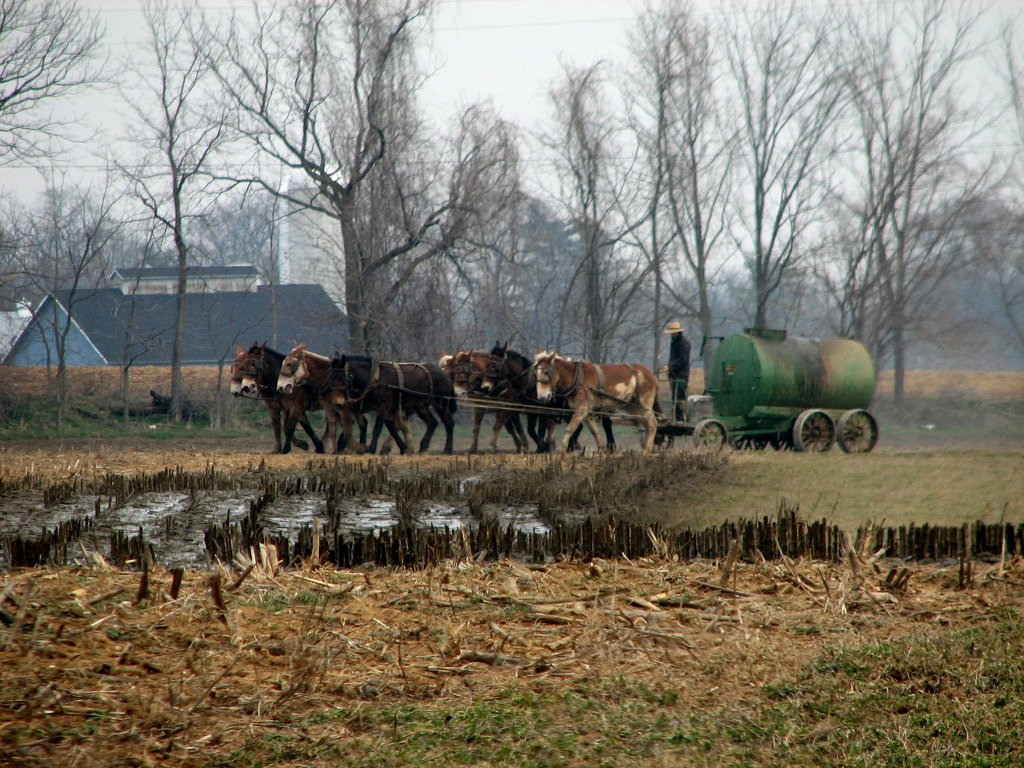
Fermier amish fertilisant son champ.

Les trois affiliations: « Lancaster », « Holmes Old Order » et « Elkhart-LaGrange » ne sont pas seulement les trois plus grandes affiliations, mais elles représentent également le courant dominant parmi les Amish de l’Ancien Ordre. Les affiliations les plus conservatrices sont en haut, les plus modernes en bas. Les technologies utilisées par très peu de gens sont à gauche; celles utilisées par la plupart sont à droite. Le pourcentage de tous les Amish qui utilisent une technologie est également indiqué approximativement. La culture des Amish de l’Ancien Ordre implique des émissions de gaz à effet de serre plus faibles dans tous les secteurs et activités, à l’exception de l’alimentation, et leurs émissions par personne ont été estimées à moins d’un quart de celles de la société dans son ensemble.
| Affiliation                                  | Tracteur pour le travail sur le terrain | Motoculteur rotatif | Tondeuse à gazon électrique | Propane  | Réservoir de lait en vrac | Trayeuse mécanique | Réfrigérateur mécanique | Presses à balles pick-up | Toilettes intérieures à chasse d’eau | Baignoire d’eau courante | Tracteur pour la puissance de la courroie | Outils pneumatiques | Tronçonneuse | Lampes sous pression | Machines à laver motorisées |
| -------------------------------------------- | --------------------------------------- | ------------------- | --------------------------- | -------- | ------------------------- | ------------------ | ----------------------- | ------------------------ | ------------------------------------ | ------------------------ | ----------------------------------------- | ------------------- | ------------ | -------------------- | --------------------------- |
| Pourcentage d’utilisation par tous les Amish | 6                                       | 20                  | 25                          | 30       | 35                        | 35                 | 40                      | 50                       | 70                                   | 70                       | 70                                        | 70                  | 75           | 90                   | 97                          |
| Swartzentruber                               | Non                                     | Non                 | Non                         | Non      | Non                       | Non                | Non                     | Non                      | Non                                  | Non                      | Non                                       | Quelques            | Non          | Non                  | Oui                         |
| Nebraska                                     | Non                                     | Non                 | Non                         | Non      | Non                       | Non                | Non                     | Quelques                 | Non                                  | Non                      | Non                                       | Non                 | Quelques     | Non                  | Oui                         |
| Suisse (Adams)                               | Non                                     | Non                 | Quelques                    | Non      | Non                       | Non                | Non                     | Non                      | Quelques                             | Non                      | Non                                       | Quelques            | Quelques     | Quelques             | Quelques                    |
| Buchanan/Medford                             | Non                                     | Non                 | Non                         | Non      | Non                       | Non                | Non                     | Non                      | Non                                  | Non                      | Non                                       | Quelques            | Non          | Oui                  | Oui                         |
| Danner                                       | Non                                     | Non                 | Non                         | Quelques | Non                       | Non                | Quelques                | Non                      | Oui                                  | Oui                      | Oui                                       | Non                 | Non          | Oui                  | Non                         |
| Geauga I                                     | Non                                     | Non                 | Non                         | Non      | Non                       | Non                | Non                     | Quelques                 | Oui                                  | Oui                      | Oui                                       | Oui                 | Oui          | Oui                  | Oui                         |
| Holmes Ancien Ordre                          | Non                                     | Quelques            | Quelques                    | Loh      | Non                       | Non                | Quelques                | Oui                      | Oui                                  | Oui                      | Oui                                       | Oui                 | Oui          | Oui                  | Oui                         |
| Elkhart-LaGrange                             | Non                                     | Quelques            | Quelques                    | Quelques | Quelques                  | Quelques           | Quelques                | Quelques                 | Oui                                  | Oui                      | Oui                                       | Oui                 | Oui          | Oui                  | Oui                         |
| Lancaster                                    | Non                                     | Non                 | Quelques                    | Oui      | Non                       | Oui                | Oui                     | Oui                      | Oui                                  | Oui                      | Oui                                       | Oui                 | Oui          | Oui                  | Oui                         |
| Nappanee (Indiana)                           | Non                                     | Oui                 | Oui                         | Oui      | Oui                       | Oui                | Oui                     | Oui                      | Oui                                  | Oui                      | Oui                                       | Oui                 | Oui          | Oui                  | Oui                         |
| Kalona                                       | Oui                                     | Oui                 | Oui                         | Oui      | Oui                       | Oui                | Oui                     | Oui                      | Oui                                  | Oui                      | Oui                                       | Oui                 | Oui          | Oui                  | Oui                         |

### Ethnicité
Les Amish partagent en grande partie une ascendance allemande ou suisse-allemande. Ils n’utilisent généralement le terme « Amish » que pour les membres de leur communauté religieuse et non comme désignation ethnique. Cependant, certains descendants amish reconnaissent leur origine culturelle en sachant que leurs traits génétiques et culturels sont différents des autres ethnies,. Ceux qui choisissent de s’affilier à l’Église, ou les jeunes enfants élevés dans des foyers Amish, trop jeunes pour être encore membres de l’Église, sont considérés comme Amish. Certaines églises mennonites ont un nombre élevé de personnes qui étaient autrefois issues de congrégations amish. Bien que plus d’Amish aient immigré en Amérique du Nord au XIXe siècle qu’au XVIIIe siècle, la plupart des Amish d’aujourd’hui descendent d’immigrants du XVIIIe siècle. Ces derniers avaient tendance à mettre davantage l’accent sur la tradition et étaient peut-être plus susceptibles de maintenir une identité amish distincte. Il y a un certain nombre de groupes d’églises mennonites amish qui n’avaient jamais été associés dans leur histoire aux Amish de l’Ancien Ordre parce qu’ils se sont séparés du courant dominant amish à l’époque où les Anciens Ordres se sont formés dans les années 1860 et 1870. L’ancienne Conférence mennonite de l’Ouest de l’Ontario (WOMC) était composée presque entièrement d’anciens mennonites amish qui se sont réunis avec l’Église mennonite au Canada.

## Répartition géographique

### Amérique du Nord

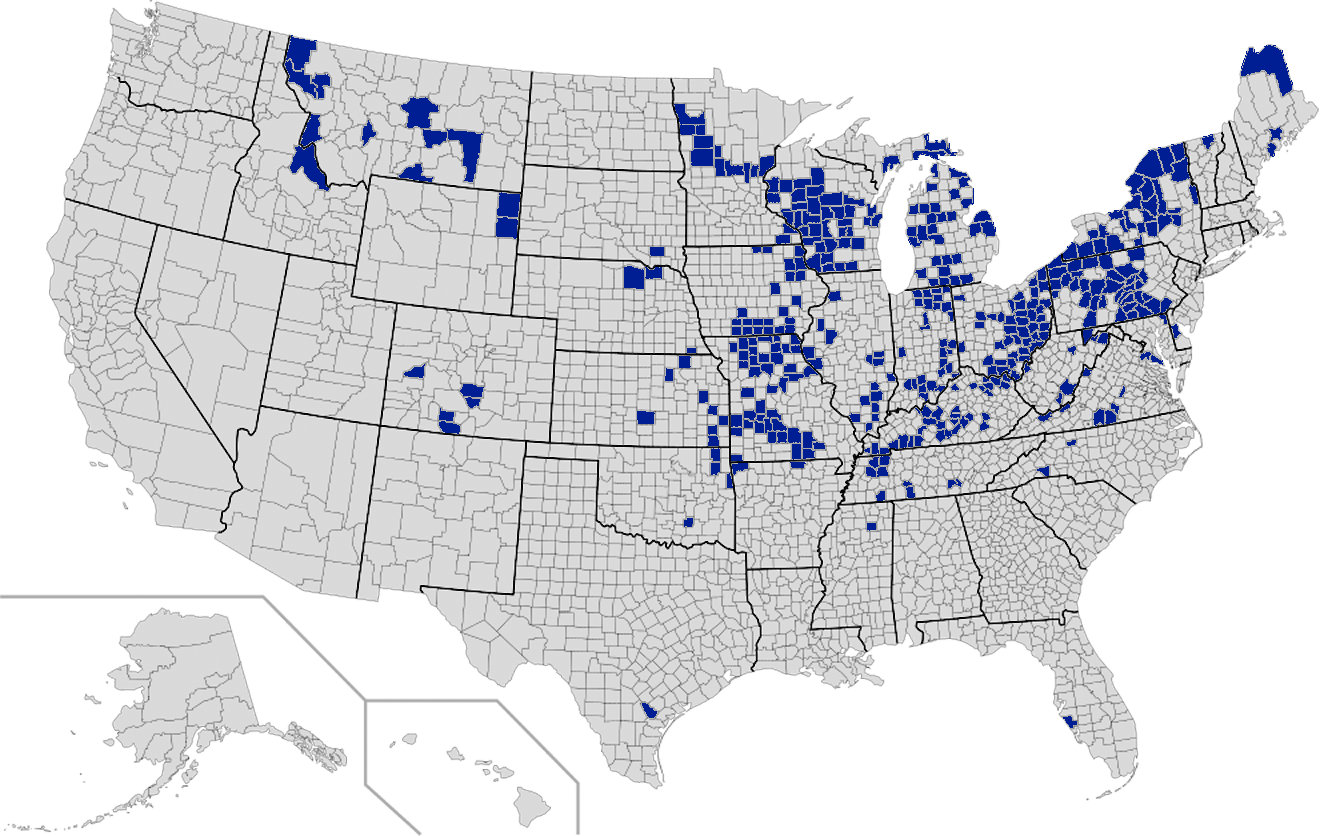
Comtés américains avec des colonies amish en 2021.

La plupart des Amish appartiennent à l'« Ancien Ordre » (Old Order), très rigoureux. En 2018, leur population est estimée à 330 270 membres répartis dans 31 États des États-Unis ainsi que dans 4 provinces canadiennes (Ontario, Manitoba, Nouveau-Brunswick et Île-du-Prince-Édouard). Les trois États où les Amish sont les plus nombreux sont la Pennsylvanie (76 620), l'Ohio (75 830) et l'Indiana (54 825).
En Ontario, au Canada, la population est estimée à environ 5 400 membres. Durant la période 1992-2008, les Amishs se sont établis dans sept nouveaux États : Arkansas, Colorado, Maine, Mississippi, Nebraska, Washington et Virginie-Occidentale. Les raisons de cette expansion dans de nouveaux territoires sont le prix des terrains agricoles en forte hausse dans certaines régions, notamment le comté de Lancaster en Pennsylvanie centrale, ainsi que la volonté de préserver une vie à l'écart de la civilisation moderne.

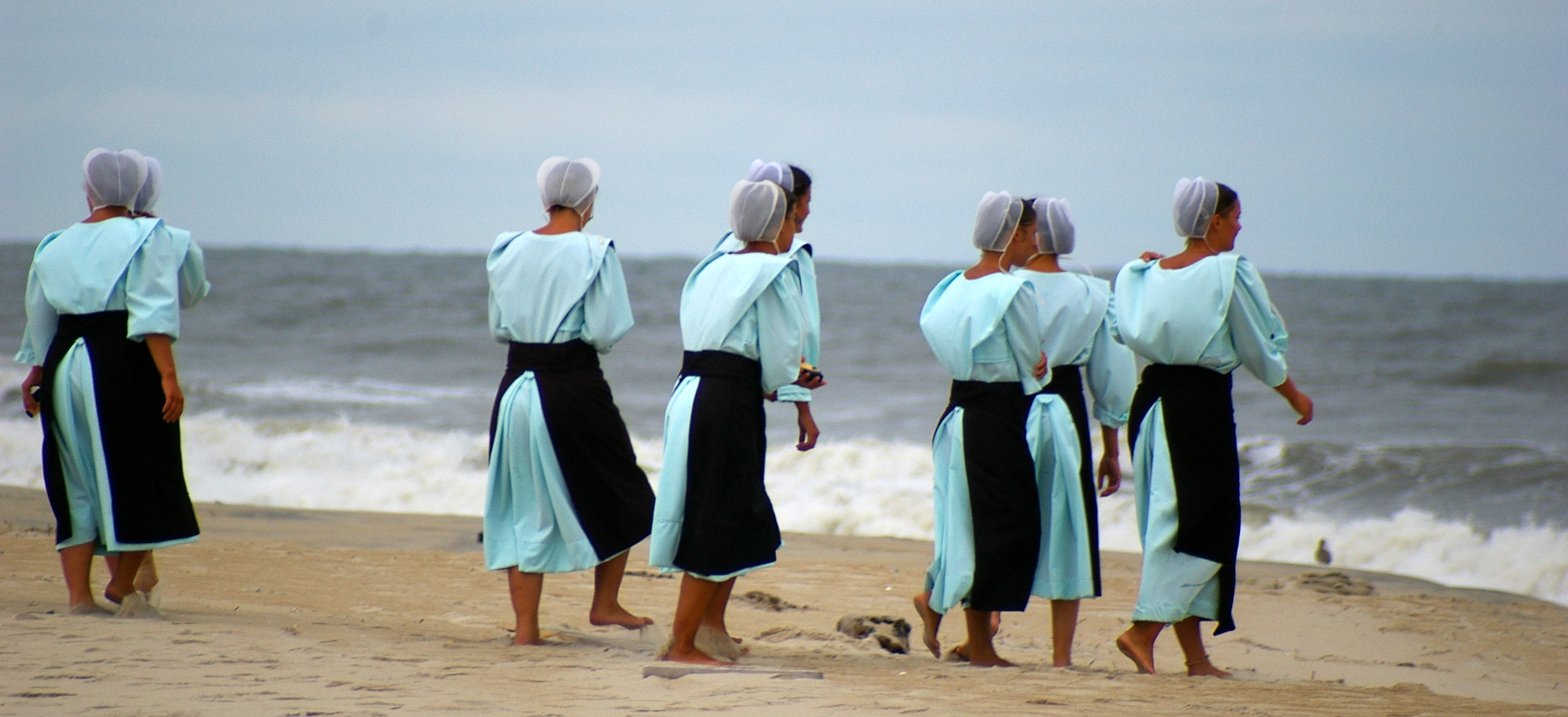
Femmes amish sur la plage de Chincoteague, Virginie, États-Unis.

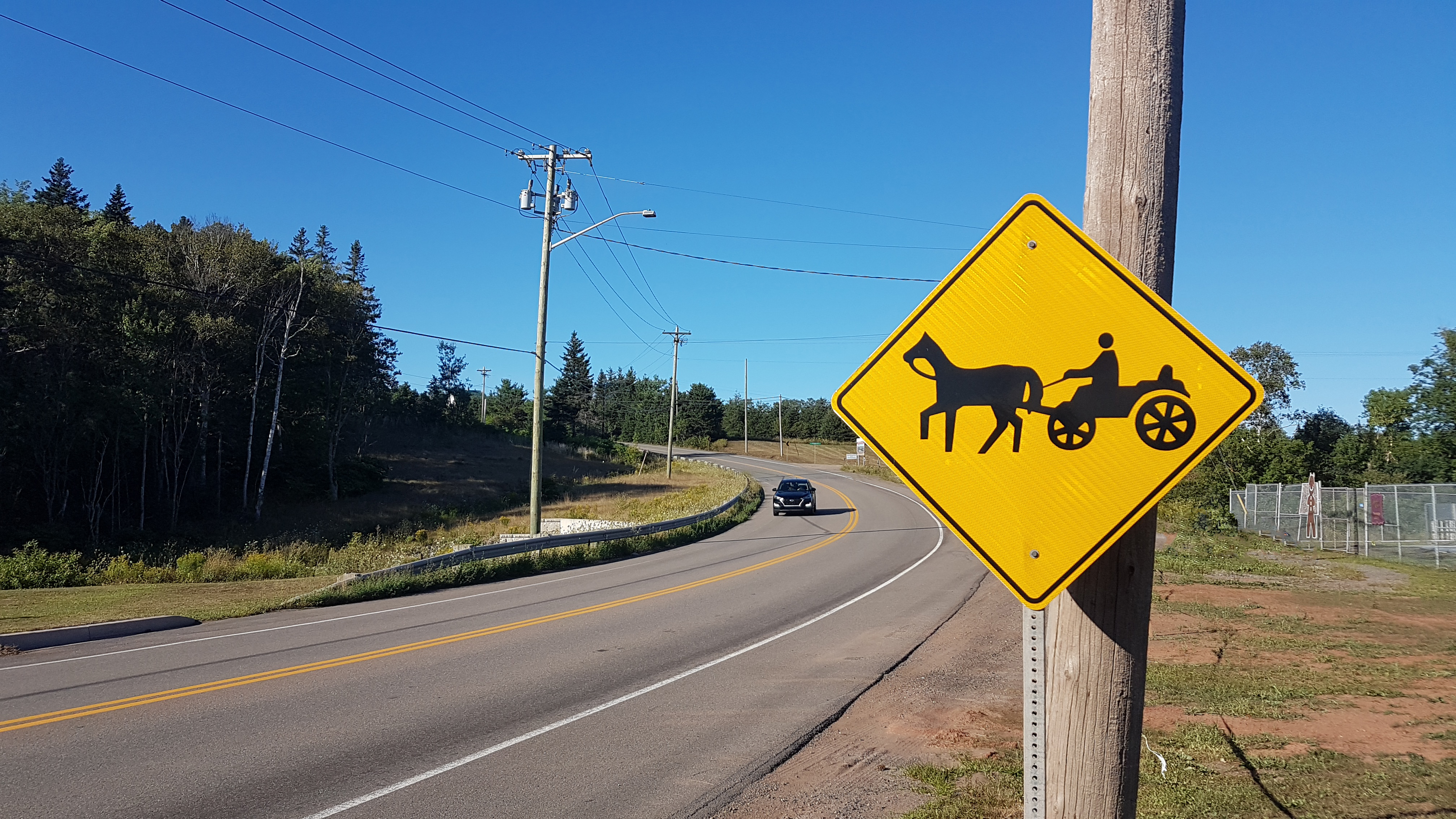
Panneau de signalisation indiquant la présence de boquet. Route 13 à Hunter River, Île-du-Prince-Édouard, Canada. 22 août 2020.

À la suite d'une scission, un « Nouvel Ordre » (New Order Amish) a été créé, ainsi qu’un groupe de Beachy Amish, plus moderne, utilisant des automobiles et l’électricité, qui comptait 7 228 membres en 1991.
En moyenne, la population Amish double tous les vingt ans. De 1900 à 2008, la population Amish est ainsi passée de 5 000 à 227 000 (+ 4 440 %).
En Ontario, au Canada, la population s'accroît elle aussi très rapidement. Elle comptait 4 700 personnes en 2013, ce qui correspond à une augmentation de 100 % depuis 1992 (2 300 personnes).
Évolution de la population amish en Amérique du Nord de 1992 à 2025 :
| Population amish (Ancien Ordre seulement) | Population amish (Ancien Ordre seulement) | Population amish (Ancien Ordre seulement) | Population amish (Ancien Ordre seulement) | Population amish (Ancien Ordre seulement) |
| Année                                     | États-Unis                                | Canada                                    | Total                                     | Croissance annuelle                       |
| ----------------------------------------- | ----------------------------------------- | ----------------------------------------- | ----------------------------------------- | ----------------------------------------- |
| 1992                                      | 125 850                                   | 2 295                                     | 128 145                                   |                                           |
| 2009                                      | 232 930                                   | 4 590                                     | 237 520                                   | + 3,70 %                                  |
| 2020                                      | 344 670                                   | 5 995                                     | 350 665                                   | + 3,61 %                                  |
| 2025                                      | 404 575                                   | 6 380                                     | 410 955                                   | + 3,22 %                                  |

Cette croissance est due à une forte natalité (cinq enfants par famille en moyenne, mais il n'est pas inhabituel qu'une famille en compte plus de dix), et à un taux de rétention d'environ 85 % des jeunes élevés au sein de la communauté. Bien que les Amish ne pratiquent pas le prosélytisme, quelques dizaines de convertis ont rejoint les communautés amish.

#### Prévisions démographiques
Les Amish sont l'un des groupes religieux augmentant le plus rapidement aux États-Unis. Avec une croissance démographique annuelle de 3 %, la population amish double tous les 23 ans. En 2014, une nouvelle communauté amish se crée toutes les trois semaines et demie.

### Amérique centrale et du Sud
Au Belize, il y a quelques communautés de mennonites de l’ancien ordre qui sont à bien des égards très similaires aux Amish de l’ancien ordre. Les mennonites de Noah Hoover sont très restrictifs en termes de technologie et s’habillent d’une manière anabaptiste très traditionnelle. Ses principaux établissements sont Upper Barton Creek et Springfield.

### En France
En 1850, il y avait en France 5 000 Amish ; en 1900, il n'en restait que 3 000. Qui plus est, au cours du XIXe siècle, 14 communautés avaient disparu, et les familles s'étaient éloignées les unes des autres ; certaines communautés ne pratiquaient le culte qu'une fois par mois. En 1907, les Amish de France, de moins en moins nombreux, abandonnent le mot « amish » et le remplacent par « mennonite », pour marquer leur réunification avec les mennonites. Certaines traditions amish, comme le lavement des pieds, ou autres usages comme le refus d'utiliser des boutons sur les vêtements, perdurèrent encore quelques années, malgré la réunification.

## Abus sexuels
La journaliste d'investigation Sarah McClure, du magazine Cosmopolitan, publie en janvier 2020, en collaboration avec Type Investigations, une enquête sur des agressions sexuelles dans la communauté des Amish. L'auteure cite 52 cas d'abus sexuels, dont des viols et des incestes, dans sept États des États-Unis depuis le début des années 2000. Cependant Sarah McClure indique que cette liste n'est pas exhaustive. De nombreuses agressions ne sont pas divulguées pendant plusieurs générations, les Amish traitant ces agressions au sein de la communauté,,.
En 2022, Emma Gingerich, une jeune femme Amish ayant quitté sa communauté à 18 ans, a donné une interview dans laquelle elle déclare : "Mon grand-père a abusé sexuellement de ses filles. Quand j’ai quitté les Amish, j’ai cherché sur Google le nom de mon grand-père et il y avait des articles écrits à son sujet et c’est ainsi que j’ai découvert ce qu’il avait fait à ses filles. Cela m’a rendue vraiment malade. Je me suis sentie mal à l’aise toute ma vie autour de lui - je détestais rendre visite à mes grands-parents et je n’ai jamais su pourquoi jusque-là ". Elle avait déjà écrit un livre en 2014 dans lequel elle relate son enfance et comment elle quitta sa communauté.

## Filmographie

### Longs métrages
- Witness — 1985, États-Unis ;
- A Stoning in Fulham Count — 1988, États-Unis ;
- Harvest of Fire — 1996, États-Unis ;
- Kingpin — 1996, États-Unis ;
- For Richer or Poorer — 1997, États-Unis ;
- (de)David im Wunderland — 1998, Allemagne ;
- Plain Truth — 2004, États-Unis, Canada ;
- Un monde à part — 2007, États-Unis, réalisé par Michael Landon Jr., adapté du roman de (en)Beverly Lewis, The Redemption of Sarah Cain ;
- Sex Drive — 2008, États-Unis, réalisé par Sean Anders ;
- The Shunning — 2011; téléfilm adapté d'un roman de Beverly Lewis ;
- Ein Amish in Berlin — 2022, Deutschland, Netflix ;
- Amish Abduction — 2019, États-Unis, réalisé par Ali Liebert ;
- Where the Devil Hides — 2014, États-Unis, réalisé par Christian E. Christiansen ;
- Lumière silencieuse — 2007, France, réalisé par Carlos Reygadas ;
- Route 30 — 2007, États-Unis, réalisé par John Putch ;
- Jesus' son — 1999, Canada, réalisé par Alison Maclean ;
- Les Sexton se mettent au vert (For Richer or Poorer) — 1998, États-Unis, réalisé par Bryan Spicer ;
- Strike (Kingpin) — 1996, États-Unis, réalisé par Bobby Farrelly et Peter Farrelly ;
- L'irrésistible north — 1995, États-Unis, réalisé par Rob Reiner ;
- La Ferme de la terreur (Deadly Blessing) — 1981, États-Unis, réalisé par Wes Craven;
- Le Rabbin au Far West (The Frisco Kid) — 1979, États-Unis, réalisé par Robert Aldrich;
- Birch Interval — 1976, États-Unis, réalisé par Delbert Mann;
- Strip-tease chez Minsky (The Night They Raided Minsky's) — 1968, États-Unis, réalisé par William Friedkin;
- Les inconnus dans la ville — 1955, États-Unis, réalisé par Richard Fleischer;

### Téléfilm
- Un amour si lointain (From the Heart) — 2020, réalisé par Sandra L. Martin;
- Un enfant kidnappé chez les Amish (Amish Abduction) — 2019, Canda, réalisé par Ali Liebert;
- Fugue sentimentale (Runaway Romance) — 2018, États-Unis, réalisé David Mackay;
- Un amour interdit (An uncommon Grace) — 2018, États-Unis, réalisé par David Mackay;
- Trouver l'amour à Charm (Love Finds You in Charm) — 2015, États-Unis, réalisé par Terry Cunningham;
- Le choix de ma vie (Expecting Amish) — 2015, États-Unis, réalisé par Richard Gabai;
- Trouver l'amour à Sugarcreek (Love Finds You in Sugarcreek) — 2014, États-Unis, réalisé par Terry Cunningham;
- L'Héritage de Katie (The Confession) — 2013, États-Unis, réalisé par Michael Landon Jr;
- Condamnés au silence (An Amish Murder) — 2013, États-Unis, réalisé par Stephen Gyllenhaal;
- Katie, bannie des siens (The Shunning) — 2011, États-Unis, réalisé par Michael Landon Jr et adapté d'un roman de Beverly Lewis;
- La Voix de l'innocence (Plain Truth) — 2004, Canada, États-Unis, réalisé par Paul Shapiro;
- The Outsider — 2002, États-Unis, réalisé par Randa Haines;
- Un autre monde (A Stoning In Fulham County) — 1988, États-Unis, réalisé par Larry Elikann;
- Harvest of Fire — 1996, États-Unis, réalisé par Arthur Allan Seidelman;

### Films à caractère partiellement documentaire
- How much Wood would a Woodchuck chuck… – Beobachtungen zu einer neuen Sprache — 1976, Allemagne; réalisé par Werner Herzog. Dans ce documentaire, produit pour la télévision allemande, le réalisateur juxtapose la vie des Amish aux événements d’un championnat du monde de commissaires-priseurs de bétail;
- Penn’a Du — Allemagne; réalisé par Georg Brintrup. Ce film, produit pour WDR, traite particulièrement de la langue, l’allemand de Pennsylvanie. C'est la première fois où un instituteur amish est apparu devant une caméra argentique;
- Amish Grace (L'impossible pardon) — États-Unis; téléfilm basé en partie sur une fusillade perpétrée dans une école Amish de Pennsylvanie;

### Télé-réalité
- Amish in the City — 2004, série documentaire diffusée sur UPN;

### Documentaires
- Amish – Ein Bauernhof für unsere Kinder — 1998, Autriche; réalisé par Eva Maria Berger;
- Die Amish – alte Werte in der neuen Welt — 1999, Allemagne; réalisé par Wolfgang Wegner;
- Devil's Playground — 2002, États-Unis, réalisé par Lucy Walker;
- How Much Wood Would A Woodchuck Chuck? — 1976, RFA, réalisé par Werner Herzog;

## Visibilité internationale
La communauté amish a commencé à être objet d'attention du grand public après le premier choc pétrolier. Sa notoriété dans le monde s'est considérablement accrue avec la sortie en 1985 de Witness, film policier du réalisateur Peter Weir. Harrison Ford y joue un policier extérieur à la communauté et Kelly McGillis une jeune mère veuve amish.
La chanson Amish Paradise de Weird Al Yankovic est une satire de la communauté amish.
À cause de leur rejet de la technologie moderne, les Amish sont souvent utilisés pour décrire une phobie des changements de technologie,,,,.